# 日本の合成地名一覧
日本の合成地名一覧（にほんのごうせいちめいいちらん）は、日本における合成地名を種別･地域別に列挙した一覧である。
複数の地域を総称するために数を表す言葉を用いた地名も合成地名の一種としてカテゴライズされることもある。例えば上野国と下野国の領域を総称した「両毛」、陸前国・陸中国・陸奥国にまたがる「三陸海岸」、6つの大字が分立してできた「六合村」（現・中之条町）などがある。
他の同名市町村及び特別区との識別などで広域地名を付した地名については、言葉の成り立ちとしては連称による合成地名の一種といえないこともないが意味合いが異なることからここでは合成地名として扱わない。市町村合併も参照されたい。

## 地名の一部を組み合わせた合成地名

### 郡名、市町村名及び特別区名に使用されている合成地名

#### 北海道
- 北海道亀田郡七飯町（七重+飯田）
- 北海道斜里郡清里町（小清水村+斜里町 ※斜里町・小清水村から分立したことに由来）
- 北海道瀬棚郡今金町（今村氏+金森氏 ※開拓功労者の名前）

#### 東北地方
- 青森県北津軽郡中泊町（中里町+小泊村）
- 青森県下北郡風間浦村（下風呂村+易国間村+蛇浦村）
- 岩手県気仙郡住田町（上有住村+下有住村+世田米町）
- 宮城県亘理郡山元町（山下村+坂元村）
- 秋田県山本郡藤里町（藤琴村+素波里）
- 秋田県山本郡八峰町（八森町+峰浜村）
- 秋田県大仙市（大曲市+仙北郡）
- 山形県西村山郡西川町（西山村+川土居村）
- 福島県岩瀬郡鏡石町（鏡田村+笠石村+久来石村）
- 福島県安達郡大玉村（大山村[注釈 1]+玉井村）
- 福島県石川郡平田村（小平村+蓬田村）
- 福島県耶麻郡北塩原村（北山村+大塩村+檜原村）
- 福島県双葉郡（楢葉郡+標葉郡 ※2つの「葉」）
- 福島県双葉郡大熊町（大野村[注釈 2]+熊町村）
- 福島県相馬郡飯舘村（飯曽村[注釈 3]+大舘村[注釈 5]）

#### 関東地方
- 茨城県神栖市（神之池+息栖神社）
- 茨城県小美玉市（小川町+美野里町+玉里村）
- 茨城県常総市（常陸国+下総国）
- 茨城県つくばみらい市（筑波郡+みらい平駅）
- 栃木県芳賀郡市貝町（市羽村[注釈 6]+小貝村）
- 栃木県那須烏山市（南那須町+烏山町）
- 群馬県吾妻郡高山村（尻高村+中山村）
- 群馬県多野郡（多胡郡+緑野郡）
- 群馬県佐波郡（佐位郡+那波郡）
- 群馬県邑楽郡大泉町（大川村+小泉町）
- 埼玉県和光市（大和町+栄光 ※市制施行時にすでに神奈川県大和市が存在したため）
- 埼玉県八潮市（八幡村+八条村+潮止村）
- 埼玉県日高市（日和田山+高麗村+高麗川村）
- 埼玉県入間郡毛呂山町（毛呂村+山根村）
- 埼玉県南埼玉郡宮代町（姫宮神社+身代神社）
- 千葉県山武郡（山辺郡+武射郡）
- 千葉県長生郡（長柄郡+上埴生郡）
- 千葉県長生郡睦沢町（土睦村+瑞沢村）
- 東京都墨田区（墨堤+隅田川）
- 東京都大田区（大森区+蒲田区）
- 東京都中野区（中野町+野方町）
- 東京都清瀬市（清戸+柳瀬川）
- 東京都昭島市（昭和町+拝島村）
- 東京都国立市（国分寺駅+立川駅 ※国分寺駅と立川駅の中間に造られた国立駅が由来）
- 東京都東大和市（東京都+大和町 ※市制施行時にすでに神奈川県大和市が存在したため）
- 神奈川県足柄上郡中井町（中村+井ノ口村）

#### 中部地方
- 新潟県岩船郡関川村（関谷村[注釈 7]+女川村）
- 石川県羽咋郡宝達志水町（宝達山+志雄町+押水町）
- 石川県鳳珠郡（鳳至郡+珠洲郡）
- 山梨県西八代郡市川三郷町（市川大門町+三珠町+六郷町）
- 山梨県南都留郡忍野村（忍草村+内野村）
- 長野県上高井郡高山村（高井村+山田村）
- 長野県下伊那郡大鹿村（大河原村+鹿塩村）
- 長野県東御市（東部町+北御牧村）
- 長野県南佐久郡佐久穂町（佐久町+八千穂村[注釈 9]）
- 長野県小県郡長和町（長門町[注釈 10]+和田村）
- 岐阜県（岐山+曲阜 ※瑞祥地名ともあり）
- 岐阜県岐阜市（岐山+曲阜）
- 岐阜県羽島郡（羽栗郡+中島郡）
- 岐阜県加茂郡富加町（富田村+加治田村）
- 岐阜県海津市（海西郡+下石津郡）
- 静岡県駿東郡長泉町（長窪+小泉荘）
- 愛知県蒲郡市（蒲形村+西之郡村）
- 愛知県稲沢市（稲葉村+小沢村）
- 愛知県西春日井郡豊山町（豊場村+青山村）
- 愛知県丹羽郡大口町（太田村+小口村 ※「太」は4画で縁起が悪いため、「大」に置き換えた）
- 愛知県高浜市（高取+吉浜）
- 愛知県知多郡武豊町（武雄神社+豊石神社）

#### 近畿地方
- 三重県多気郡明和町（斎明村[注釈 11]+三和町）
- 三重県度会郡大紀町（大宮町[注釈 12]+大内山村+紀勢町[注釈 13]）
- 滋賀県愛知郡愛荘町（愛知川町+秦荘町[注釈 14]）
- 京都府京田辺市（京都府+田辺町 ※市制施行時にすでに和歌山県田辺市が存在したため）
- 京都府京丹後市（京都府+丹後国）
- 京都府久世郡久御山町（久世郡+御牧村+佐山村）
- 京都府船井郡京丹波町（京都府+丹波国）
- 大阪府豊能郡（豊島郡+能勢郡）
- 兵庫県神崎郡福崎町（福田村+山崎村）
- 兵庫県神崎郡神河町（神崎町+大河内町）
- 兵庫県美方郡（七美郡+二方郡）
- 兵庫県美方郡香美町（香住町+美方郡[注釈 15]）
- 奈良県山辺郡山添村（山辺郡+添上郡）
- 奈良県吉野郡野迫川村（野川組+迫組+川並組）
- 和歌山県海草郡（海部郡+名草郡）
- 和歌山県海草郡紀美野町（紀伊国+美里町+野上町）

#### 中国地方
- 鳥取県岩美郡（岩井郡+法美郡+邑美郡）
- 鳥取県八頭郡（八上郡+八東郡+智頭郡）
- 鳥取県東伯郡北栄町（北条町+大栄町[注釈 16]）
- 岡山県玉野市（玉地区[注釈 17]+宇野町）
- 岡山県赤磐市（赤坂郡+磐梨郡）
- 岡山県都窪郡（都宇郡+窪屋郡）
- 岡山県浅口郡里庄町（里見村+新庄村）
- 岡山県真庭郡（真島郡+大庭郡）
- 岡山県真庭市（真島郡+大庭郡）
- 岡山県阿哲郡神郷町(神代村+新郷村)
- 岡山県苫田郡鏡野町（香々美北村+香々美南村+芳野村+大野村 ※香々美→鏡）
- 岡山県加賀郡（加茂川町+賀陽町）
- 広島県広島市安佐南区（安佐郡[注釈 18]の南部 ※方角地名も参照）
- 広島県広島市安佐北区（安佐郡[注釈 18]の北部）

#### 四国地方
- 徳島県名西郡神山町（神領村+上分上山村+下分上山村）
- 徳島県板野郡藍住町（藍園村+住吉村）
- 香川県三豊市（三野郡+豊田郡）
- 香川県綾歌郡（阿野郡+鵜足郡）
- 香川県木田郡（三木郡+山田郡）
- 愛媛県北宇和郡松野町（松丸町+吉野生村[注釈 19]）
- 高知県長岡郡大豊町（大杉村+東豊永村+西豊永村）
- 高知県高岡郡日高村（日本+高知県）
- 高知県幡多郡大月町（大内町+月灘村）

#### 九州・沖縄地方
- 福岡県行橋市（行事村+大橋村）
- 福岡県糟屋郡久山町（久原村+山田村）
- 福岡県遠賀郡岡垣町（岡県村+垣崎荘）
- 福岡県嘉穂郡（嘉麻郡+穂波郡）
- 福岡県田川郡大任町（大行事村+今任原村[注釈 20]）
- 福岡県築上郡（築城郡+上毛郡）
- 福岡県三潴郡大木町（大溝村[注釈 21]+大莞村+木佐木村）
- 福岡県福津市（福間町+津屋崎町）
- 福岡県宮若市（宮田町+若宮町）
- 福岡県みやま市（三池郡+山門郡）
- 佐賀県三養基郡（三根郡+養父郡+基肄郡）
- 熊本県玉名郡和水町（三加和町[注釈 22]+菊水町）
- 熊本県阿蘇郡西原村（山西村+河原村）
- 熊本県上益城郡嘉島町（六嘉村+大島村[注釈 23]）
- 熊本県球磨郡山江村（山田村+万江村）
- 熊本県球磨郡錦町（西村+一武村+木上村 ※「にいき」→「にしき」に変更）
- 熊本県宇城市（宇土郡+下益城郡）
- 宮崎県児湯郡新富町（新田村+富田村）
- 宮崎県児湯郡木城町（椎木村+高城村）

### そのほかの主な合成地名
※ここで挙げる以外にも多数存在

#### 東北地方
- 青森県青森市石江（石神+江渡）
- 秋田県湯沢市秋の宮（秋田県+宮城県 ※両県境に接する所にあることから）
- 宮城県仙台市宮城野区福田町（福室+田子）
- 宮城県登米市津山町（柳津町+横山村）
- 福島県福島市吉井田地区（吉倉村＋仁井田村＋八木田村・方木田村）
- 福島県福島市飯坂町平野（平塚村＋入江野村・井佐野村）
- 福島県福島市岡島（岡本村＋中島村）
- 福島県福島市沖高（沖中野村＋高梨子村）
- 福島県福島市小田（小倉村＋新田野目村）
- 福島県福島市金谷川（旧金谷川村（金沢村＋関谷村＋浅川村）に設置された金谷川駅が由来）
- 福島県福島市佐倉下（南佐原村＋上名倉村＋下村）
- 福島県福島市笹谷（下大笹生村＋大谷地村）
- 福島県福島市成川（成田村＋赤川村）
- 福島県福島市野田町（上野寺村・下野寺村・笹木野村＋八島田村）
- 福島県福島市平石（平沢村＋石名坂村）
- 福島県郡山市富久山町（福原村+久保田村+八山田村 ※福久山→富久山）
- 福島県郡山市三穂田町（三和村+穂積村+安積町川田地区）

#### 関東地方
- 群馬県前橋市清野町（清里村[注釈 24]+野良犬）
- 群馬県前橋市亀泉町（中亀村＋小泉村）
- 埼玉県新座市東北（野火止東+北野）
- 千葉県市川市鬼高（鬼越+高石神）
- 千葉県船橋市行田・行田町（行徳+田尻）
- 千葉県松戸市六高台（六実+高柳）
- 千葉県習志野市津田沼（谷津＋久々田｟菊田｠＋鷺沼）
- 千葉県柏市明原（明仄+上須原+下須原 ※小字名どうしを合成）
- 千葉県市原市ちはら台西ほか（千葉市+市原市、開発区域が両市にまたがったことから）
- 東京都千代田区紀尾井町（紀州徳川家+尾張徳川家+井伊家）
- 東京都新宿区大京町（大番町+右京町）
- 東京都新宿区四谷本塩町（本村町+塩町）
- 東京都文京区千石（千川上水+小石川）
- 東京都文京区本駒込（本郷+駒込）
- 東京都台東区松が谷（北松山町・松葉町+入谷町）
- 東京都江東区千石（千田+石島）
- 東京都江東区塩浜（深川塩崎町+深川浜園町）
- 東京都世田谷区代沢（代田+下北沢）
- 東京都世田谷区駒沢（上馬引沢村+下馬引沢村+野沢村+深沢村）
- 東京都杉並区成田東（成宗+東田町[注釈 25]）
- 東京都杉並区成田西（成宗+西田町[注釈 26]）
- 東京都北区堀船（堀之内+船方）
- 東京都板橋区小茂根（小山+茂呂+根ノ上）
- 東京都板橋区蓮根（上蓮沼+根葉）
- 東京都練馬区早宮（早淵+宮前 ※小字名どうしを合成）
- 東京都足立区保塚町（保木間+竹ノ塚）
- 東京都足立区梅島（梅田+島根）
- 東京都江戸川区松江（西小松川村+東小松川村+西一ノ江村）
- 東京都江戸川区瑞江・東瑞江・西瑞江（瑞穂村+一之江村）
- 神奈川県相模原市南区麻溝台（当麻+下溝）
- 神奈川県相模原市南区相武台（相模国+武蔵国）

#### 中部地方
- 愛知県名古屋市中川区小本（小塚+本郷）
- 愛知県名古屋市港区稲永新田（稲富新田+永徳新田）

#### 近畿地方
- 三重県亀山市安坂山町（安楽+坂本+池山）
- 三重県亀山市井田川町（井尻+和田+小田+西富田+中富田+川合）
- 三重県亀山市両尾町（平尾+原尾 ※2つの「尾」）
- 三重県亀山市太森町（太田+岩森）
- 滋賀県彦根市賀田山町（茂賀+小田部+大山崎+小山崎）
- 滋賀県彦根市清崎町（北山崎+清水）
- 滋賀県長浜市宮司町（宮川+下司）
- 滋賀県近江八幡市白王町（白部+王ノ浜）
- 滋賀県守山市立田町（立花+戸田）
- 滋賀県栗東市苅原（半苅+市川原）
- 滋賀県甲賀市甲南町新治（新宮+倉治）
- 滋賀県甲賀市土山町瀬ノ音（市ノ瀬+音羽野）
- 滋賀県甲賀市水口町貴生川（内貴+北内貴+虫生野+宇川）
- 滋賀県野洲市上屋（上永原+紺屋町）
- 滋賀県高島市今津町杉山（山中+大杉）
- 滋賀県高島市朽木岩瀬（岩神+穴ヶ瀬）
- 滋賀県東近江市新宮町（新+宮西）
- 滋賀県米原市本市場（本庄中+市場中）
- 滋賀県蒲生郡日野町清田（清水脇+五反田）
- 滋賀県愛知郡愛荘町石橋（石部+土橋）
- 京都府京都市右京区京北細野町（細川上+細川中+細川下+細川滝+細川田尻+長野+余野）
- 京都府綾部市五泉町（市之瀬+市志+辻+水梨 ※かな表記時の頭文字を合成）
- 京都府綾部市老富町（大唐内+市茅野+栃+光野 ※かな表記時の頭文字を合成）
- 京都府綾部市故屋岡町（古和木+八代+小中+川原 ※かな表記時の頭文字を合成）
- 京都府綾部市西坂町（西保+赤目坂）
- 京都府城陽市久津川駅（久世+上津屋+平川）
- 京都府京田辺市宮津（宮口+江津）
- 京都府京田辺市三山木（南山+山本+山崎+高木 ※3つの「山」）
- 京都府京丹後市網野町島津（島溝川+三津+掛津）
- 京都府南丹市園部町内林町（垣内+今林）
- 京都府南丹市園部町大西（大坪+西山）
- 京都府南丹市日吉町生畑（上稗生+下稗生+上小畑+下小畑）
- 京都府南丹市日吉町保野田（久保+上野+家田）
- 京都府南丹市美山町内久保（大内+上久保）
- 京都府南丹市八木町諸畑（諸木+畑中）
- 京都府綴喜郡宇治田原町岩山（岩本+長山）
- 兵庫県赤穂市鷆和（眞木+鳥撫 ※眞+鳥=鷆）
- 兵庫県西脇市羽安町（羽山+東安田+中安田+西安田 ※杉原川を挟んで南側の多可郡日野村羽山（現西脇市羽安町）と北側の多可郡中村（現多可町中区）東安田・中安田・西安田の地名から1文字ずつ取った羽安駅が由来）
- 兵庫県三木市口吉川町大島（大殿林+中島）
- 兵庫県三木市口吉川町殿畑（志殿+北畑）
- 兵庫県三木市吉川町吉安（吉谷+安場）
- 兵庫県加東市長貞（長井+貞守）
- 奈良県生駒郡平群町吉新（吉田+新家）
- 奈良県宇陀市榛原篠楽（篠野+極楽寺）
- 和歌山県田辺市新万（新庄+万呂）

#### 中国地方
- 鳥取県鳥取市青谷町奥崎（奥谷+山崎）
- 鳥取県鳥取市青谷町善田（善積+小平田）
- 鳥取県鳥取市岩吉（岩室+吉山）
- 鳥取県鳥取市桂見（桂尾神社（三谷）+倉見）
- 鳥取県鳥取市河原町高福（高津原+福和田）
- 鳥取県鳥取市河原町本鹿（本角+鹿野）
- 鳥取県鳥取市鹿野町岡木（岡井+木梨）
- 鳥取県鳥取市大桷（大満+桷間）
- 鳥取県鳥取市高住高江町（高住+入り江）
- 鳥取県米子市浦津（浦木+津末）
- 鳥取県米子市古豊千（古川+上豊田+下豊田+東千太）
- 鳥取県米子市高島（高田+島田）
- 鳥取県米子市両三柳（三柳+下三柳 ※2つの「三柳」）
- 鳥取県倉吉市福守町（福岡+守護分）
- 鳥取県八頭郡八頭町隼福（隼+福井）
- 鳥取県東伯郡湯梨浜町北福（北方+福永）
- 鳥取県東伯郡琴浦町古長（古布地+長房）
- 鳥取県東伯郡琴浦町別宮（別所+宮脇）
- 鳥取県東伯郡琴浦町宮場（宮内+馬場）
- 鳥取県東伯郡北栄町大島（大栄町[注釈 27]+島 ※旧・大栄町島。北栄町成立時に北条町島（現・北条島）が存在したため。）
- 鳥取県西伯郡南部町市山（市場+山根）
- 鳥取県西伯郡南部町田住（石田+住吉）
- 鳥取県西伯郡南部町八金（八子+金崎）
- 鳥取県西伯郡伯耆町大殿（大寺+殿河内）
- 鳥取県西伯郡伯耆町清原（清山+原）
- 鳥取県西伯郡伯耆町坂長（坂中+長者原）
- 鳥取県日野郡江府町美用（栗尾+無用 ※尾→美）
- 島根県松江市荘成町（荘+成相寺）
- 島根県浜田市大金町（大津+姉金）
- 島根県浜田市弥栄町高内（日高+西河内）
- 島根県出雲市荒茅町（荒木+古荒木+茅原）
- 島根県出雲市荻杼町（荻原+杼島）
- 島根県出雲市上島町（上ノ郷+中島）
- 島根県出雲市下横町（下荘+横引）
- 島根県出雲市斐川町神氷（神守+氷室）
- 島根県出雲市斐川町鳥井（鳥屋+井上）
- 島根県出雲市斐川町名島（別名+北島）
- 島根県出雲市斐川町原鹿（中原+上鹿塚）
- 島根県益田市匹見町石谷（内石+内谷）
- 島根県大田市朝山町（朝倉+仙山）
- 島根県大田市大代町（大家+八代）
- 島根県安来市黒井田町（黒鳥+細井+和田）
- 島根県安来市広瀬町菅原（菅沢+下田原）
- 島根県江津市金田町（千金+田野）
- 島根県江津市川平町（南川上+平田[注釈 28]）
- 島根県雲南市大東町金成（金坂+成木）
- 島根県雲南市大東町篠淵（篠谷+箱淵）
- 島根県雲南市大東町中湯石（中屋+湯+飛石）
- 島根県雲南市三刀屋町乙加宮（乙多田+加倉田+掛合宮内）
- 島根県仁多郡奥出雲町稲原（稲田+原口）
- 島根県鹿足郡津和野町耕田（麓耕+和田）
- 島根県鹿足郡津和野町中曽野（中組+木曽野+小野）
- 島根県鹿足郡津和野町長福（長野+福谷）
- 島根県鹿足郡津和野町山下（小山+下組）
- 島根県鹿足郡吉賀町白谷（白須山+大井谷）
- 島根県鹿足郡吉賀町抜月（抜舞+月和田）
- 岡山県岡山市北区奥田（奥内+田住）
- 岡山県岡山市北区田益（田中+益井）
- 岡山県岡山市北区畑鮎（畑+鮎帰）
- 岡山県岡山市中区海吉（海面+福吉）
- 岡山県岡山市南区福浜町（福富+福島+福成+福田+浜野）
- 岡山県岡山市南区芳泉（芳田+泉田）
- 岡山県倉敷市上東（上庄+東庄）
- 岡山県玉野市八浜町見石（宇多見+碁石）
- 岡山県高梁市津川町（今津+八川）
- 岡山県高梁市松原町（松岡+神原）
- 岡山県高梁市高倉町（高室山+美倉山）
- 岡山県総社市新本（新庄+本庄）
- 岡山県赤磐市光木（来光寺+塩木）
- 岡山県美作市粟野（粟原+野時）
- 岡山県美作市東青野（東粟倉村+青野 ※旧・英田郡東粟倉村青野。美作市成立時に英田町青野（現・英田青野）が存在したため。）
- 岡山県美作市東吉田（東粟倉村+吉田 ※旧・英田郡東粟倉村吉田。美作市成立時に作東町吉田（現・江見吉田）が存在したため。）
- 岡山県美作市平福（平野+下福原）
- 岡山県美作市真神（真木山+神田）
- 岡山県和気郡和気町宇生（宇屋+土生）
- 岡山県和気郡和気町加三方（壁+三宅+大方 ※壁→加部）
- 岡山県和気郡和気町田賀（田尻+加賀知田）
- 岡山県和気郡和気町父井原（父井+小原）
- 岡山県加賀郡吉備中央町納地（室納+舞地）
- 広島県広島市西区古田台（古江+山田）
- 広島県広島市安佐北区口田（矢口+小田）
- 広島県広島市佐伯区五日市町中地（中須賀+寺地）
- 広島県尾道市原田町（小原+梶山田）
- 広島県福山市金江町（金見+藁江）
- 広島県福山市高西町（高須町+西藤町）
- 広島県府中市河佐町（河面+久佐）
- 広島県三次市三和町上壱（上野山+壱歩）
- 広島県庄原市峰田町（峰+春田）
- 広島県大竹市栗谷町（大栗林+小栗林+奥谷尻+谷和）
- 広島県東広島市西条町郷曽（吉郷+小比曽大河内）

#### 四国地方
- 徳島県鳴門市大津町（大代+大幸+木津野）
- 徳島県阿南市新野町（荒田野村+新野村、新野（音読、本来の読み）→あらたの（当て字訓））にしたもの）
- 徳島県阿南市見能林町（見能方+林崎）
- 徳島県吉野川市山川町（山瀬+川田）
- 高知県四万十市西土佐江川崎（江川村+下山村（川崎村） ※旧・幡多郡江川崎村下山）
- 高知県香南市香我美町徳王子（徳善村+王子村）
- 高知県幡多郡黒潮町浮鞭（浮津+鞭）

#### 九州・沖縄地方
- 福岡県北九州市小倉北区砂津（砂原+中津口）
- 福岡県北九州市小倉北区三萩野（三郎丸+萩崎+片野）
- 福岡県北九州市小倉南区志徳（志井+徳力）
- 福岡県北九州市小倉南区長行（長尾+能行）
- 福岡県北九州市小倉南区徳吉（徳光+吉兼）
- 福岡県大牟田市三川町（三里+川尻）
- 福岡県柳川市大和町明野（明官開+南野開）
- 福岡県八女市立花町北山（北田+山下町）
- 福岡県みやま市瀬高町大草（大塚+草場）
- 福岡県みやま市瀬高町大広園（大木+広安+宮園）
- 福岡県みやま市瀬高町松田（松延+北広田）
- 福岡県みやま市高田町亀谷（亀尻+谷川）
- 福岡県みやま市高田町田浦（飯田+浦）
- 福岡県みやま市高田町竹飯（竹井+飯尾）
- 福岡県みやま市山川町尾野（中尾+野町）
- 福岡県田川郡川崎町安真木（安宅+上真崎+下真崎+木城）
- 福岡県田川郡大任町今任原（上今任+下今任+桑原）
- 福岡県田川郡福智町市場（市津+草場）
- 佐賀県佐賀市久保泉町（川久保+上和泉+下和泉）
- 佐賀県佐賀市高木瀬町（高木+東高木+長瀬）
- 佐賀県伊万里市二里町（大里+中里 ※2つの「里」）
- 長崎県島原市有明町大三東（大野+三之沢+東空閑）
- 熊本県熊本市東区秋津・秋津町（秋田+沼山津）
- 熊本県宇土市岩古曽町（岩熊+布古閑+上古閑+曽畑）
- 熊本県宇土市恵塚町（恵里+下恵里+飯塚）
- 熊本県宇土市神馬町（城神山+馬場）
- 熊本県宇土市野鶴町（伊津野+鶴見塚）
- 熊本県宇城市不知火町亀松（亀尾+西松崎）
- 熊本県阿蘇市一の宮町三野（上三ヶ+下三ヶ+上野中+下野中）
- 熊本県上益城郡御船町高木（高山+高野+下高野+甘木）
- 熊本県上益城郡益城町島田（櫛島+東無田）
- 熊本県上益城郡益城町寺迫（下寺中+迫）
- 熊本県上益城郡山都町麻山（麻生+山出）
- 熊本県上益城郡山都町大平（大川+平野）
- 熊本県上益城郡山都町上寺（上司尾+寺川口）
- 熊本県上益城郡山都町塩原（斗塩+黒原）
- 熊本県上益城郡山都町杉木（杉+梅木）
- 熊本県上益城郡山都町須原（高須+西原）
- 熊本県上益城郡山都町鶴ヶ田（鶴底+牛ヶ瀬+仁田尾）
- 熊本県上益城郡山都町八木（八矢+神木）
- 熊本県上益城郡山都町米迫（米山+大迫）
- 大分県日田市小山（小畑+山手）
- 大分県日田市中津江村栃野（栃原+下野田）
- 大分県臼杵市高山（高須+山路）
- 大分県臼杵市野田（野村+田井ヶ迫）
- 大分県臼杵市野津町福良木（福青田+田良木+笠良木）
- 大分県竹田市直入町神堤（神鉢+堤）
- 大分県杵築市大田俣水（俣見+赤水）
- 大分県杵築市日野（日明+野田）
- 大分県豊後大野市朝地町上尾塚（上野+田尾+大塚）
- 大分県豊後大野市朝地町坪泉（坪井+北泉）
- 大分県豊後大野市朝地町鳥田（鳥屋+田夫時）
- 大分県豊後大野市朝地町梨小（梨原+小川野）
- 大分県豊後大野市朝地町宮生（宮迫+瓜生）
- 大分県豊後大野市犬飼町長畑（長小野+小切畑）
- 大分県豊後大野市大野町屋原（庄屋+代野原）
- 大分県豊後大野市緒方町越生（打越+漆生）
- 大分県豊後大野市緒方町馬背畑（馬背戸+小畑）
- 大分県豊後大野市千歳町船田（船木+田口）
- 大分県豊後大野市三重町浅瀬（浅水+宇対瀬）
- 大分県豊後大野市三重町井迫（又井+森迫）
- 大分県豊後大野市三重町小田（小津留+田町）
- 大分県豊後大野市三重町西泉（西原+法泉庵）
- 大分県豊後大野市三重町宮野（宮尾+深野）
- 大分県由布市挾間町古野（古原+黒野）
- 大分県国東市安岐町富清（富永+垣清）
- 宮崎県宮崎市波島（阿波岐原+大島）
- 鹿児島県薩摩川内市湯島町（湯浦+平島）
- 鹿児島県霧島市霧島永水（永野田+入水）
- 沖縄県糸満市伊原（伊礼+石原）
- 沖縄県糸満市束里（束辺名+上里）
- 沖縄県南城市大里高平（高宮城+平川）
- 沖縄県南城市大里仲間（仲程+当間）
- 沖縄県南城市知念山里（山口+仲里）
- 沖縄県国頭郡大宜味村謝名城（根謝銘+一名代+城）
- 沖縄県国頭郡大宜味村田嘉里（親田+屋嘉比+見里）
- 沖縄県国頭郡今帰仁村今泊（今帰仁+親泊）
- 沖縄県国頭郡今帰仁村諸志（諸喜田+志慶真）

### かつて郡名、市町村名及び特別区名として使用されていた合成地名

#### 北海道
- 北海道石狩郡花川村（花畔村+樽川村 ※現石狩市）

#### 東北地方
- 青森県南津軽郡大杉村（大釈迦村+杉沢村 ※現青森市）
- 青森県南津軽郡野沢村（吉野田村+樽沢村 ※現青森市、藤崎町）
- 青森県南津軽郡富木舘村（富柳村+水木村+久井名館村+福館村 ※現藤崎町）
- 青森県南津軽郡金田村（金屋村+南田中村 ※現平川市）
- 青森県南津軽郡竹館村（唐竹村+沖館村+新館村 ※現平川市）
- 青森県上北郡天間林村（天間舘村+榎林村 ※現七戸町）
- 青森県上北郡浦野舘村（大浦村+上野村+新舘村 ※現東北町）
- 青森県上北郡法奥沢村（法量村+奥瀬村+沢田村 ※現十和田市）
- 青森県上北郡大深内村（大沢田村+深持村+洞内村 ※現十和田市）
- 青森県上北郡藤坂村（藤島村+相坂村 ※現十和田市）
- 青森県三戸郡豊崎村（豊間内村+七崎村 ※現八戸市、五戸町）
- 青森県三戸郡名川町（名久井村+北川村 ※現南部町）
- 青森県三戸郡福地村（福田村+苫米地村 ※現南部町）
- 青森県三戸郡斗川村（斗内村+豊川村 ※現三戸町）
- 青森県三戸郡浅田村（浅水村+扇田村 ※現五戸町）
- 岩手県岩手郡西山村（西根村+長山村 ※現雫石町）
- 岩手県岩手郡安代町（安比川+米代川 ※旧二戸郡、現八幡平市）
- 岩手県胆沢郡佐倉河村（宇佐村+満倉村+下河原村 ※現奥州市）
- 岩手県胆沢郡南都田村（南下葉場村+都鳥村+東田村の一部 ※現奥州市）
- 岩手県西磐井郡油島村（油田村+蝦島村 ※現一関市）
- 岩手県西磐井郡真滝村（真柴村+滝沢村 ※現一関市）
- 岩手県東磐井郡大津保村（大籠村+津谷川村+保呂羽村 ※現一関市）
- 岩手県東磐井郡生母村（赤生津村+母体村 ※現奥州市）
- 岩手県東磐井郡長島村（長部村+小島村 ※現西磐井郡平泉町）
- 岩手県上閉伊郡栗橋村（栗林村+橋野村 ※現釜石市）
- 岩手県二戸郡荒沢村（荒屋村+浅沢村 ※現八幡平市）
- 岩手県二戸郡田部村（田野村+冬部村 ※現岩手郡葛巻町）
- 宮城県刈田郡大鷹沢村（大町村+鷹巣村の一部+三沢村 ※現白石市）
- 宮城県伊具郡大張村（大蔵村+川張村 ※現丸森町）
- 宮城県伊具郡藤尾村（藤田村+尾山村 ※現角田市）
- 宮城県宮城郡大沢村（大倉村+芋沢村 ※現仙台市青葉区）
- 宮城県栗原郡藤里町（藤沢村+大里村 ※現栗原市）
- 宮城県栗原郡玉沢村（玉荻村+八沢村 ※現栗原市）
- 宮城県桃生郡大塩村（深谷村大窪+深谷村塩入 ※現東松島市）
- 宮城県本吉郡津山町（柳津町+横山村 ※現登米市津山町）
- 秋田県鹿角郡宮川村（宮麓村+長谷川村 ※現鹿角市）
- 秋田県鹿角郡柴平村（柴内村+平元村 ※現鹿角市）
- 秋田県北秋田郡山瀬村（山田村+岩瀬村 ※現大館市）
- 秋田県北秋田郡花矢町（花岡町+矢立村 ※現大館市）
- 秋田県山本郡二ツ井町（比井野村+薄井村 ※2つの「井」、現能代市）
- 秋田県山本郡種梅村（種村+梅内村 ※現能代市）
- 秋田県山本郡扇淵村（扇田村+鰔淵村 ※現能代市）
- 秋田県山本郡塙川村（塙村+石川村 ※現八峰町、能代市）
- 秋田県山本郡沢目村（水沢村+目名潟村 ※現八峰町）
- 秋田県山本郡浜口村（浜田村+大口村 ※現三種町）
- 秋田県南秋田郡飯田川町（飯塚村+和田妹川村+下虻川村 ※現潟上市）
- 秋田県南秋田郡若美町（渡部+角間崎+宮沢 ※現男鹿市）
- 秋田県南秋田郡富津内村（富田村+中津又村+下山内村 ※現五城目町）
- 秋田県南秋田郡広山田村（広面村+楢山村+柳田村 ※現秋田市）
- 秋田県河辺郡豊岩村（豊巻村+小山村+石田坂村 ※現秋田市）
- 秋田県河辺郡種平村（種沢村+平尾鳥村 ※現秋田市）
- 秋田県河辺郡戸米川村（戸賀沢村+女米木村+相川村 ※現秋田市）
- 秋田県仙北郡神岡町（神宮寺村+北楢岡村 ※現大仙市）
- 秋田県仙北郡南外村（南楢岡村+外小友村 ※現大仙市）
- 秋田県仙北郡大川西根村（大曲西根村+蛭川村 ※現大仙市）
- 秋田県仙北郡豊川村（豊受村+田川村+長谷川村 ※現大仙市）
- 秋田県仙北郡千畑町（千屋村+畑屋村 ※現美郷町）
- 秋田県仙北郡西木村（西明寺村+檜木内村 ※現仙北市）
- 秋田県平鹿郡境町村（上境村+下境村+上八丁村+下八丁村 ※本来は境丁村となる予定だったが、不手際で丁が町と表記されそのまま発足[1]、現横手市）
- 秋田県平鹿郡里見村（東里村+樽見内村 ※現横手市）
- 秋田県平鹿郡大雄村（大戸川+雄物川 ※現横手市）
- 秋田県雄勝郡稲川町（稲庭町+川連町 ※現湯沢市）
- 秋田県雄勝郡三関村（関口村+上関村+下関村 ※3つの「関」、現湯沢市）
- 山形県南村山郡南沼原村（南館村+沼木村+吉原村 ※現山形市）
- 山形県南村山郡宮生村（宮脇村+金生村+上生居村+中生居村+下生居村 ※現上山市）
- 山形県東村山郡津山村（貫津村+山元村 ※現天童市）
- 山形県東村山郡作谷沢村（北作村+畑谷村+簗沢村 ※現山辺町）
- 山形県南置賜郡塩井村（塩野村+宮井村 ※現米沢市）
- 山形県東置賜郡吉島村（吉田村+洲島村+尾長島村 ※現川西町）
- 山形県西置賜郡平野村（平山村+九野本村 ※現長井市）
- 山形県東田川郡八栄島村（八色木村+豊栄村+小中島村 ※現鶴岡市）
- 山形県東田川郡立川町（立谷沢村+狩川町+清川村 ※現庄内町）
- 山形県飽海郡上田村（上野曽根村+鶴田村+吉田村+吉田新田村+安田村 ※現酒田市）
- 山形県飽海郡稲川村（稲田村+川行村 ※現遊佐町）
- 福島県常磐市（常陸国+磐城国 ※現いわき市。もちろん茨城県に市域があったわけではなく常陸国と磐城国の境（勿来）に接することに由来する。）
- 福島県伊達郡森江野村（森山村+徳江村+塚野目村 ※現国見町）
- 福島県伊達郡長岡村（長倉村+岡村 ※現伊達市）
- 福島県伊達郡大田村（大泉村+大立目村+金原田村+二井田村 ※現伊達市）
- 福島県伊達郡柱沢村（柱田村+所沢村 ※現伊達市）
- 福島県伊達郡富成村（富沢村+高成田村 ※現伊達市）
- 福島県伊達郡石戸村（石田村+山戸田村 ※現伊達市）
- 福島県伊達郡小手村（小島村+下手渡村+上手渡村 ※現伊達市、川俣町）
- 福島県伊達郡立木村（立子山村+青木村 ※現福島市）
- 福島県信夫郡浜辺村（腰浜村+五十辺村 ※現福島市）
- 福島県信夫郡岡山村（岡部村+岡島村+山口村 ※現福島市）
- 福島県信夫郡平野村（平塚村+入江野村+井佐野村 ※現福島市）
- 福島県信夫郡庭塚村（在庭坂村+二子塚村 ※現福島市）
- 福島県信夫郡野田村（上野寺村+下野寺村+笹木野村+八島田村 ※現福島市）
- 福島県信夫郡佐倉村（南佐原村+上名倉村 ※現福島市）
- 福島県信夫郡吉井田村（吉倉村+仁井田村+方木田村+八木田村 ※現福島市）
- 福島県信夫郡平田村（平石村+小田村+山田村 ※現福島市）
- 福島県信夫郡金谷川村（金沢村+関谷村+浅川村 ※現福島市）
- 福島県安達郡石井村（平石村+鈴石村+西荒井村 ※現二本松市）
- 福島県安達郡和木沢村（和田村+高木村+糠沢村） ※現本宮市）
- 福島県安達郡白沢村（白岩村+和木沢村の一部 ※現本宮市。合併により旧来の地区表示になり白沢の名は消えた。）
- 福島県安達郡大山村（大江村+椚山村 ※現大玉村）
- 福島県安達郡高川村（高玉村+玉川村 ※現郡山市）
- 福島県安積郡富久山町（福原村+久保田村+八山田村 ※福久山→富久山、現郡山市）
- 福島県安積郡三穂田村（三和村+穂積村+安積町川田地区 ※現郡山市）
- 福島県岩瀬郡浜田村（浜尾村+和田村+前田川村 ※現須賀川市）
- 福島県岩瀬郡西袋村（西川村+袋田村 ※現須賀川市）
- 福島県岩瀬郡稲田村（稲村+泉田村 ※現須賀川市）
- 福島県南会津郡二川村（鶴沼川+阿賀川 ※2つの「川」、現下郷町）
- 福島県南会津郡江川村（長江村+二川村 ※現下郷町）
- 福島県南会津郡大川村（大桃村+大原村+内川村 ※現南会津町）
- 福島県南会津郡小梁村（小林村+梁取村 ※現只見町）
- 福島県耶麻郡松山村（村松村+鳥見山村 ※現喜多方市）
- 福島県耶麻郡小川村（一川村+小舟寺村 ※現喜多方市）
- 福島県耶麻郡高郷村（高寺村+山郷村+新郷村 ※現喜多方市）
- 福島県河沼郡倉戸村（猪倉野村+郷戸村 ※現柳津町）
- 福島県大沼郡藤川村（藤家舘村+富川村 ※現会津美里町）
- 福島県大沼郡赤沢村（赤留村+八木沢村 ※現会津美里町）
- 福島県大沼郡新田村（新屋敷村+立石田村+和田目村+沼田村 ※現会津美里町）
- 福島県大沼郡新鶴村（新田村+鶴野辺村 ※現会津美里町）
- 福島県大沼郡氷玉岡村（氷玉村+福重岡村 ※現会津美里町）
- 福島県大沼郡玉路村（氷玉岡村+川路村 ※現会津美里町）
- 福島県大沼郡原谷村（檜原村+滝谷村 ※現三島町）
- 福島県大沼郡大滝村（大塩村+滝沢村 ※現金山町）
- 福島県西白河郡大沼村（大村+大和田村+本沼村 ※現白河市）
- 福島県西白河郡大屋村（大里村+下小屋村 ※現白河市）
- 福島県西白河郡大信村（大屋村+信夫村 ※現白河市）
- 福島県西白河郡川崎村（太田川村+泉崎村 ※現泉崎村）
- 福島県西白河郡吉子川村（吉岡村+二子塚村+川原田村 ※現中島村）
- 福島県東白川郡山岡村（山田村+岡田村 ※現棚倉町）
- 福島県石城郡川部村（小川村+沼部村 ※現いわき市）
- 福島県石城郡田人村（黒田村+旅人村 ※現いわき市）
- 福島県石城郡永戸村（上永井村+下永井村+合戸村+渡戸村 ※現いわき市）
- 福島県石川郡大森田村（大栗村+狸森村+雨田村 ※現須賀川市）
- 福島県石川郡大東村（大森田村+川東村 ※現須賀川市）
- 福島県石川郡小塩江村（小倉村+塩田村+江持村 ※現須賀川市）
- 福島県双葉郡大野村（大川原村+野上村 ※現大熊町）
- 福島県相馬郡大須村（大倉村+佐須村 ※現飯舘村）
- 福島県相馬郡大舘村（大須村+新舘村 ※現飯舘村）
- 福島県相馬郡飯曽村（飯樋村+比曽村 ※現飯舘村）

#### 関東地方
- 茨城県勝田市（勝倉村+武田村+三反田村 ※現ひたちなか市）
- 茨城県東茨城郡沢山村（上阿野沢村+下阿野沢村+阿波山村 ※現城里町）
- 茨城県西茨城郡大池田村（大橋村+池野辺村+福田村+飯田村 ※現笠間市）
- 茨城県那珂郡柳河村（青柳村+上河内村+中河内村+下河内村 ※現水戸市）
- 茨城県那珂郡国田村（上国井村+下国井村+田谷村 ※現水戸市、那珂市）
- 茨城県那珂郡前渡村（前浜村+馬渡村 ※現ひたちなか市）
- 茨城県那珂郡中野村（中根村+部田野村 ※現ひたちなか市）
- 茨城県那珂郡勝田村（勝倉村+武田村+三反田村 ※現ひたちなか市）
- 茨城県那珂郡川田村（枝川村+津田村 ※現ひたちなか市）
- 茨城県那珂郡佐野村（佐和村+高野村 ※現ひたちなか市）
- 茨城県那珂郡塩田村（西塩子村+北塩子村+照田村+長田村 ※現常陸大宮市）
- 茨城県久慈郡金砂郷町（金砂村+金郷村 ※現常陸太田市）
- 茨城県久慈郡染和田村（西染村+中染村+東染村+和久村+町田村 ※現常陸太田市）
- 茨城県久慈郡里美村（小里村+賀美村 ※現常陸太田市）
- 茨城県久慈郡諸富野村（諸沢村+北富田村+西野内村 ※現常陸大宮市、大子町）
- 茨城県久慈郡宮川村（下野宮村+川山村 ※現大子町）
- 茨城県鹿島郡大野村（大同村+中野村 ※現鹿嶋市）
- 茨城県稲敷郡大宮村（大徳村+宮渕村 ※現龍ケ崎市）
- 茨城県稲敷郡長戸村（長峰村+塗戸村 ※現龍ケ崎市）
- 茨城県稲敷郡八原村（八代村+羽原村+貝原塚村 ※現龍ケ崎市）
- 茨城県稲敷郡馴柴村（馴馬村+若柴村 ※現龍ケ崎市）
- 茨城県稲敷郡伊崎村（伊佐部村+阿波崎村 ※現稲敷市）
- 茨城県稲敷郡君賀村（上君山村+下君山村+羽賀村 ※現稲敷市）
- 茨城県稲敷郡沼里村（沼田村+月出里村 ※現稲敷市）
- 茨城県稲敷郡君原村（君島村+追原村 ※現阿見町）
- 茨城県稲敷郡舟島村（船子村+島津村 ※船→舟、現阿見町、美浦村）
- 茨城県稲敷郡岡田村（岡見村+柏田村+上太田村 ※現牛久市）
- 茨城県稲敷郡奥野村（奥原村+久野村 ※現牛久市）
- 茨城県稲敷郡茎崎町（小茎村+高崎村+上岩崎村+下岩崎村 ※現つくば市）
- 茨城県新治郡桜村（栄村+九重村（ここのえ→くじゅう）+栗原村） ※かな表記での頭文字・別読みの頭文字・末尾を合成 ※現つくば市）
- 茨城県結城郡名崎村（恩名村+尾崎村 ※現古河市）
- 茨城県結城郡大花羽村（大輪村+花島村+羽生村 ※現常総市）
- 茨城県結城郡三妻村（三坂村+中妻村 ※現常総市）
- 茨城県猿島郡長田村（長井戸村+西泉田村 ※現境町）
- 茨城県猿島郡生子菅村（生子村+生子新田+菅谷村 ※現坂東市）
- 茨城県猿島郡弓馬田村（弓田村+馬立村+幸田村 ※現坂東市）
- 茨城県猿島郡神大実村（神田山村+大口村+猫実村 ※現坂東市）
- 茨城県北相馬郡長崎村（鬼長村+川崎村 ※現つくばみらい市）
- 茨城県北相馬郡大井沢村（大木村+大山村+板戸井村+立沢村 ※現守谷市）
- 茨城県北相馬郡大野村（大柏村+野木崎村 ※現守谷市）
- 茨城県北相馬郡稲戸井村（稲村+戸頭村+野々井村+米ノ井村 ※現取手市）
- 茨城県北相馬郡寺原村（寺田村+桑原村 ※現取手市）
- 栃木県河内郡横川村（東横田村+上横田村+東川田村 ※現宇都宮市）
- 栃木県河内郡平石村（上平出村+下平出村+石井村 ※現宇都宮市）
- 栃木県上都賀郡板来村（板荷村+小来川村 ※現鹿沼市、日光市）
- 栃木県芳賀郡市羽村（市塙村+赤羽村 ※現市貝町）
- 栃木県下都賀郡富山村（富田村+西山田村 ※現栃木市）
- 栃木県下都賀郡静和村（静戸村+三和村+和泉村 ※現栃木市）
- 栃木県足利郡山前村（山下村+大前村 ※現足利市）
- 栃木県梁田郡久野村（久保田村+野田村+瑞穂野村 ※現足利市）
- 群馬県群馬郡清里村（池端村+青梨子村+上青梨子村+野良犬村、※「池」の字の「氵（さんずい）」と「青」で「清」、「野」の字の「里（さとへん）」で「里」 ※現前橋市）
- 群馬県群馬郡倉田村（三ノ倉村+権田村 ※現高崎市）
- 群馬県群馬郡倉渕村（倉田村+烏淵村 ※現高崎市）
- 群馬県群馬郡箕郷町（箕輪町+車郷村 ※現高崎市）
- 群馬県北群馬郡金島村（金井村+祖母島村+川島村 ※現渋川市）
- 群馬県北群馬郡白郷井村（上白井村+中郷村 ※現渋川市）
- 群馬県北群馬郡小野上村（小野子村+村上村 ※現渋川市）
- 群馬県北甘楽郡坂牧村（上小坂村+中小坂村+下小坂村+東野牧村 ※現下仁田町）
- 群馬県甘楽郡岩平村（岩崎村+上奥平村+下奥平村 ※現高崎市）
- 群馬県甘楽郡尾沢村（星尾村+羽沢村+砥沢村 ※現南牧村）
- 群馬県碓氷郡川間村（碓氷川+烏川 ※2つの「川」の間に位置することから、現高崎市）
- 群馬県吾妻郡岩島村（岩下村+三島村 ※現東吾妻町）
- 群馬県吾妻郡沢田村（上沢渡村+下沢渡村+折田村+山田村 ※現中之条町）
- 群馬県利根郡糸之瀬村（糸井村+貝之瀬村 ※現昭和村）
- 群馬県邑楽郡郷谷村（新当郷村+当郷村の一部+田谷村+四ツ谷村 ※現館林市）
- 群馬県邑楽郡赤羽村（赤生田村+羽附村 ※現館林市）
- 群馬県邑楽郡三野谷村（上三林村+下三林村+野辺村+入ヶ谷村 ※現館林市）
- 群馬県邑楽郡中島村（中野村+高島村 ※現邑楽町）
- 群馬県邑楽郡大箇野村（大高島村+下五箇村+飯野村 ※現板倉町）
- 群馬県邑楽郡千江田村（千津井村+江口村+江黒村+田島村+斗合田村 ※現明和町）
- 群馬県邑楽郡梅島村（梅原村+南大島村 ※現明和町）
- 埼玉県北足立郡宮原村（加茂宮村+吉野原村 ※現さいたま市北区）
- 埼玉県北足立郡大砂土村（大和田村+砂村+土呂村 ※現さいたま市北区、見沼区）
- 埼玉県北足立郡谷田村（大谷場村+大谷口村+太田窪村 ※現さいたま市南区、緑区）
- 埼玉県北足立郡尾間木村（中尾村+大間木村 ※現さいたま市緑区）
- 埼玉県北足立郡馬宮村（西遊馬村+二ツ宮村 ※さいたま市西区）
- 埼玉県北足立郡植水村（植田谷本村+水判土村 ※さいたま市西区）
- 埼玉県北足立郡美谷本村（美女木村+内谷村+曲本村+松本新田 ※現戸田市、さいたま市南区）
- 埼玉県北足立郡美笹村（美谷本村+笹目村 ※現戸田市、さいたま市南区）
- 埼玉県北足立郡新郷村（新堀村+東本郷村 ※現川口市）
- 埼玉県北足立郡神根村（石神村+神戸村+安行領根岸村 ※現川口市）
- 埼玉県北足立郡上平村（上村+平塚村 ※現上尾市）
- 埼玉県北足立郡大石村（大谷領+石戸領 ※現上尾市、桶川市）
- 埼玉県北足立郡田間宮村（糠田村+大間村+宮前村 ※現鴻巣市）
- 埼玉県北足立郡水谷村（水子村+針ヶ谷村 ※旧入間郡、現富士見市）
- 埼玉県新座郡榑橋村（小榑村+橋戸村 ※現東京都練馬区）
- 埼玉県入間郡福原村（今福村+中福村+上松原村+下松原村 ※現川越市）
- 埼玉県入間郡大東村（大田村+日東村 ※現川越市）
- 埼玉県入間郡鶴瀬村（鶴馬村+勝瀬村 ※現富士見市）
- 埼玉県入間郡松井村（上安松村+下安松村+下新井村 ※現所沢市）
- 埼玉県入間郡富岡村（中富村+下富村+北岩岡村 ※現所沢市）
- 埼玉県比企郡八ツ保村（上八ツ林村+下八ツ林村+三保谷宿 ※現川島町）
- 埼玉県比企郡大岡村（大谷村+岡村 ※現東松山市）
- 埼玉県秩父郡原谷村（大野原村+黒谷村 ※現秩父市）
- 埼玉県秩父郡尾田蒔村（寺尾村+田村郷+蒔田村 ※現秩父市）
- 埼玉県秩父郡白川村（白久村+贄川村 ※現秩父市）
- 埼玉県秩父郡長若村（長留村+般若村 ※現小鹿野町）
- 埼玉県秩父郡倉尾村（藤倉村+日尾村 ※現小鹿野町）
- 埼玉県秩父郡三田川村（三山村+飯田村+河原沢村 ※河→川、現小鹿野町）
- 埼玉県秩父郡大椚村（大野村+椚平村 ※現比企郡ときがわ町）
- 埼玉県児玉郡秋平村（秋山村+小平村 ※現本庄市）
- 埼玉県児玉郡神泉村（神山村+若泉村 ※現神川町）
- 埼玉県児玉郡神保原村（石神村+忍保村+八町河原村 ※現上里町）
- 埼玉県大里郡大幡村（大里郡+幡羅郡 ※現熊谷市）
- 埼玉県大里郡吉岡村（万吉村+村岡村 ※現熊谷市）
- 埼玉県大里郡小原村（小江川村+野原村 ※現熊谷市）
- 埼玉県大里郡本畠村（本田村+畠山村 ※現深谷市）
- 埼玉県大里郡川本町（武川村+本畠村 ※現深谷市）
- 埼玉県北埼玉郡井泉村（藤井村上組+藤井村下組+今泉村 ※現羽生市）
- 埼玉県北埼玉郡原道村（砂原村+道目村 現加須市）
- 埼玉県南埼玉郡川柳村（柿木村+伊原村+青柳村 +麦塚村の合成が変化 ※現草加市、越谷市）
- 埼玉県南埼玉郡大袋村（大竹村+大道村+大林村+大房村+袋山村 ※現越谷市）
- 埼玉県南埼玉郡大山村（上大崎村+下大崎村+柴山村 ※現白岡市、久喜市）
- 埼玉県北葛飾郡八輪野崎村（八甫村+西大輪村+東大輪村+外野村+上川崎村+中川崎村+下川崎村 ※現久喜市、幸手市）
- 埼玉県北葛飾郡吉田村（下吉羽村+上宇和田村+下宇和田村 ※現幸手市）
- 埼玉県北葛飾郡戸島村（安戸村+上戸村+大島新田 ※現幸手市）
- 埼玉県北葛飾郡堤郷村（堤根村+本郷村 ※現杉戸町）
- 埼玉県北葛飾郡幸松村（幸手領+松伏領 ※現春日部市）
- 千葉県千葉郡生浜町（南生実村+北生実村+浜野村 ※現千葉市緑区・中央区）
- 千葉県千葉郡津田沼町（谷津村+久々田村+鷺沼村 ※現習志野市）
- 千葉県市原郡湿津村（潤井戸村+久々津村の合成が変化） ※現市原市）
- 千葉県市原郡市津町（市東村+湿津村 ※現市原市）
- 千葉県東葛飾郡大柏村（大野村+柏井村 ※現市川市）
- 千葉県東葛飾郡塚田村（前貝塚村+後貝塚村+行田村 ※現船橋市）
- 千葉県東葛飾郡鶴奉村（鶴島新田+奉目新田 ※現野田市）
- 千葉県東葛飾郡川間村（利根川+江戸川 ※2つの「川」の間に位置することから、現野田市）
- 千葉県東葛飾郡二川村（利根川+江戸川 ※2つの「川」、現野田市）
- 千葉県印旛郡本埜村（本郷村+埜原村 ※現印西市）
- 千葉県香取郡大栄町（大須賀村+昭栄村 ※現成田市）
- 千葉県香取郡古原村（古山村+原宿村 ※現神崎町）
- 千葉県匝瑳郡椿海村（椿村+春海村 ※現匝瑳市）
- 千葉県匝瑳郡野栄町（野田村+栄村 ※現匝瑳市）
- 千葉県山武郡二川村（高谷川+木戸川 ※2つの「川」、現芝山町）
- 千葉県武射郡武野里村（下武射村+野中村+中里村 ※現山武市）
- 千葉県武射郡新島村（新堀村+三島村 ※現山武郡横芝光町）
- 千葉県夷隅郡川畑村（川安戸村+南畑村 ※現大多喜町）
- 千葉県安房郡竜岡村（南竜村+北竜村+松岡村 ※現館山市）
- 千葉県平郡凪原村（那古村+正木村+亀ヶ原村+小原村の合成が変化 ※現館山市）
- 千葉県君津郡富来田町（富岡村の南部+馬来田村 ※現木更津市）
- 千葉県君津郡青堀町（青木村+大堀村 ※現富津市）
- 千葉県君津郡大佐和町（大貫町+佐貫町 ※現富津市）
- 千葉県君津郡駒山村（志駒村+山中村 ※現富津市）
- 千葉県君津郡関豊村（関村+豊岡村 ※現富津市）
- 千葉県君津郡平川町（平岡村+中川村 ※現袖ケ浦市）
- 千葉県望陀郡山滝野村（大山田村+小滝村+西野村 ※現君津市）
- 千葉県周淮郡大井戸村（大月村+深井村+森戸村 ※現君津市）
- 東京府荏原郡碑衾町（碑文谷村+衾村 ※現目黒区）
- 東京府荏原郡入新井町（不入斗+新井宿村 ※現大田区）
- 東京府荏原郡松沢村（松原村+上北沢村 ※現世田谷区）
- 東京府荏原郡駒沢町（上馬引沢村+下馬引沢村+野沢村+深沢村 ※現世田谷区）
- 東京府豊多摩郡（南豊島郡+東多摩郡 ※現新宿区、渋谷区、中野区、杉並区）
- 東京府豊多摩郡代々幡町（代々木村+幡ヶ谷村 ※現渋谷区）
- 東京府豊多摩郡和田堀内村→和田堀町（和田村+堀ノ内村 ※現杉並区）
- 東京府豊多摩郡井荻町（上井草村+下井草村+上荻窪村+下荻窪村 ※現杉並区）
- 東京府南足立郡梅島町（梅田村+島根村 ※現足立区）
- 東京府南葛飾郡亀青村（亀有村+青戸村 ※現葛飾区）
- 東京府南葛飾郡松江町（西小松川村+東小松川村+西一ノ江村 ※現江戸川区）
- 東京府南葛飾郡瑞江村（瑞穂村+一之江村 ※現江戸川区）
- 東京府南葛飾郡鹿本村（鹿骨村+松本村+本一色村 ※現江戸川区）
- 神奈川県橘樹郡生見尾村（生麦村+鶴見村+寺尾村 ※現横浜市鶴見区）
- 神奈川県橘樹郡大綱村（大豆戸村+大曽根村+南綱島村+北綱島村 ※現横浜市港北区）
- 神奈川県橘樹郡田島町（渡田村+下新田村+小田村+田辺新田+大島村+中島村 ※現川崎市川崎区）
- 神奈川県橘樹郡生田村（上菅生+五反田 ※現川崎市多摩区）
- 神奈川県都筑郡新田村（新羽村+吉田村+高田村 ※現横浜市港北区）
- 神奈川県都筑郡田奈村（恩田村+長津田村+奈良村 ※現横浜市青葉区・緑区・瀬谷区）
- 神奈川県久良岐郡戸太町（戸部町+太田村 ※現横浜市西区・南区）
- 神奈川県久良岐郡日下村（日野村+笹下村 ※現横浜市港南区・磯子区）
- 神奈川県鎌倉郡永野村（永谷村+上野庭村+下野庭村 ※現横浜市港南区）
- 神奈川県鎌倉郡中和田村（中田村+和泉村+上飯田村+下飯田村 ※横浜市泉区）
- 神奈川県高座郡大沢村（大島村+下九沢村+上九沢村 ※現相模原市緑区）
- 神奈川県高座郡麻溝村（当麻村+下溝村 ※現相模原市南区）
- 神奈川県高座郡新磯村（新戸村+磯部村 ※現相模原市南区）
- 神奈川県高座郡藤沢大坂町（大久保町+坂戸町 ※現藤沢市）
- 神奈川県高座郡鶴見村（下鶴間村+深見村 ※現大和市）
- 神奈川県中郡神田村（大神村+田村 ※現平塚市）
- 神奈川県中郡城島村（城所村+下島村+小鍋島村+大島村 ※現平塚市）
- 神奈川県中郡土沢村（土屋村+上吉沢村+下吉沢村 ※現平塚市）
- 神奈川県足柄下郡二川村（酒匂川+山王川 ※2つの「川」、現小田原市）
- 神奈川県足柄下郡前羽村（船前川村+羽根尾村 ※現小田原市）
- 神奈川県津久井郡三沢村（三井村+上中沢村+下中沢村 ※現相模原市緑区）

#### 中部地方
- 新潟県北蒲原郡社田村（寺社村+分田村 ※現阿賀野市）
- 新潟県北蒲原郡天神塚村（天神堂村+上飯塚村） ※現阿賀野市）
- 新潟県北蒲原郡神山村（天神塚村+山倉村 ※現阿賀野市）
- 新潟県北蒲原郡笹神村（笹岡村+神山村 ※現阿賀野市）
- 新潟県北蒲原郡三森村（三ツ屋村+高森村 ※現新潟市北区）
- 新潟県北蒲原郡亀浦村（上土地亀新田+下土地亀新田+浦木村 ※現新潟市北区）
- 新潟県北蒲原郡長浦村（長場村+亀浦村 ※現新潟市北区）
- 新潟県北蒲原郡島崎村（内島見村+木崎村 ※現新潟市北区）
- 新潟県北蒲原郡藤井村（藤寄村+横井村 ※現聖籠町、新潟市北区）
- 新潟県北蒲原郡亀代村（亀塚浜村+網代浜村 ※現聖籠町）
- 新潟県北蒲原郡鳥興野村（鳥穴村+下興野村 ※現新発田市）
- 新潟県北蒲原郡蓑島村（北蓑口村+西蓑口村+西飯島村+北飯島村 ※現新発田市）
- 新潟県北蒲原郡中浦村（下中ノ目村+吉浦村 ※現新発田市）
- 新潟県北蒲原郡荒橋村（荒町村+二枚橋村 ※現新発田市）
- 新潟県北蒲原郡松浦村（松岡村+浦村 ※現新発田市）
- 新潟県北蒲原郡島塚村（島潟村+東塚ノ目村+西塚ノ目村 ※現新発田市）
- 新潟県北蒲原郡中井村（中田村+中谷内村+新井田村 ※現新発田市）
- 新潟県北蒲原郡大宮村（大友村+宮古木村 ※現新発田市）
- 新潟県北蒲原郡板津村（板山村+上羽津村+下羽津村 ※現新発田市）
- 新潟県北蒲原郡石田村（石喜新村+西姫田村+岡田村 ※現新発田市）
- 新潟県北蒲原郡中川村（向中条村+古川村 ※現新発田市）
- 新潟県北蒲原郡松塚村（村松浜+藤塚浜村 ※現胎内市、新発田市）
- 新潟県北蒲原郡金塚村（金山村+貝塚村 ※現新発田市、胎内市）
- 新潟県北蒲原郡本条村（本郷村+西条村 ※現胎内市）
- 新潟県北蒲原郡横田村（横道村+平木田村 ※現胎内市）
- 新潟県北蒲原郡坪江村（坪穴村+鍬江村 ※現胎内市）
- 新潟県北蒲原郡鼓坂村（鼓岡村+坂井村+熱田坂村 ※現胎内市）
- 新潟県中蒲原郡小林村（小吉村の一部+林村 ※現新潟市南区）
- 新潟県中蒲原郡日本岡村（一日市村+本所村+岡山村 ※現新潟市東区）
- 新潟県中蒲原郡和舞村（和田村+上和田村+舞潟村 ※現新潟市江南区）
- 新潟県中蒲原郡山岡村（細山村+笹山村+松山村+直り山村+蔵岡村 ※現新潟市江南区・北区）
- 新潟県中蒲原郡大江山村（大淵村+江口村+山岡村+山通村 ※現新潟市江南区・東区・北区）
- 新潟県中蒲原郡山潟村（姥ケ山新田+西山二ツ新田+丸潟新田+鍋潟新田+長潟新田 ※現新潟市中央区・江南区）
- 新潟県中蒲原郡横水村（横川浜村+水田村 ※現新潟市秋葉区）
- 新潟県中蒲原郡小鹿村（小戸新田の一部+大鹿新田 ※現新潟市秋葉区）
- 新潟県中蒲原郡小梅村（小戸新田の一部+梅之木村 ※現新潟市秋葉区）
- 新潟県中蒲原郡小合村（小鹿村+小梅村 ※現新潟市秋葉区）
- 新潟県中蒲原郡津島村（古津村+金津村+程島村+西島村+東島村 ※現新潟市秋葉区）
- 新潟県中蒲原郡中島村（中村+程島村 ※現新潟市秋葉区）
- 新潟県中蒲原郡三興野村（善道興野+下興野+北上興野 ※3つの「興野」、現新潟市秋葉区）
- 新潟県中蒲原郡荻野村（荻島新田+中野新田 ※現新潟市秋葉区）
- 新潟県中蒲原郡川結村（川口新田+結新田 ※現新潟市秋葉区）
- 新潟県中蒲原郡荻川村（荻野村+川結村 ※現新潟市秋葉区）
- 新潟県中蒲原郡新関村（下新村+安部新村+市新村+新郷屋村+大関村 ※現新潟市秋葉区、五泉市）
- 新潟県中蒲原郡太川村（太田村+川瀬村 ※現五泉市）
- 新潟県西蒲原郡新貝村（小新村+亀貝村 ※現新潟市西区）
- 新潟県西蒲原郡木山村（木戸新田村+北山新田村+丸山新田村 ※現新潟市西区、西蒲区）
- 新潟県西蒲原郡福木岡村（福井村+鷲ノ木村+下木島村+上木島村+峰岡村 ※現新潟市西蒲区）
- 新潟県西蒲原郡松長村（松橋村+長所村+長渡村+長池新村 ※現燕市）
- 新潟県西蒲原郡三方崎村（三王淵村+灰方村+関崎村 ※現燕市）
- 新潟県西蒲原郡太花野村（西太田村+法花堂村+花見村+下中野村 ※現燕市）
- 新潟県西蒲原郡笈砂村（笈ヶ島村+砂子塚村 ※現燕市）
- 新潟県南蒲原郡上林村（石上村+下栗林村 ※現三条市）
- 新潟県南蒲原郡長堀村（長沢村+荻堀村 ※現三条市）
- 新潟県南蒲原郡高島村（高屋敷村+高岡新田村+島潟新田村 ※現三条市）
- 新潟県南蒲原郡大潟村（大面村+北潟村 ※現三条市）
- 新潟県南蒲原郡三沼村（大沼新田+小沼新田+赤沼村 ※3つの「沼」、現長岡市）
- 新潟県南蒲原郡西所村（中西村+西高山新田+六所村 ※現長岡市）
- 新潟県東蒲原郡両鹿瀬村（鹿瀬村+向鹿瀬村 ※2つの「鹿瀬」、現阿賀町）
- 新潟県東蒲原郡豊実村（豊田村+実川村 ※現阿賀町）
- 新潟県東蒲原郡鹿実谷町（両鹿瀬村+豊実村+日出谷村 ※現阿賀町）
- 新潟県東蒲原郡上川村（上条村+西川村+東川村 ※現阿賀町）
- 新潟県三島郡深才村（深沢村+才津村 ※現長岡市）
- 新潟県三島郡王寺川村（王番田村+寺宝村+河根川村 ※現長岡市）
- 新潟県三島郡大津村（大都村+天津村 ※現長岡市）
- 新潟県三島郡桐島村（桐原村+島崎村 ※現長岡市）
- 新潟県三島郡島田村（小島谷村+村田村 ※現長岡市）
- 新潟県三島郡和島村（桐島村[注釈 29]+島田村[注釈 30] ※現長岡市）
- 新潟県古志郡王内村（蔵王村+石内村 ※現長岡市）
- 新潟県古志郡高島村（高山村+向島新田 ※現長岡市）
- 新潟県古志郡山谷沢村（蛇山村+滝谷村+渡沢村+猪沢村 ※現長岡市）
- 新潟県古志郡福戸村（福道村+大荒戸村 ※現長岡市）
- 新潟県古志郡川李村（川袋村+李崎村 ※現長岡市）
- 新潟県古志郡黒条村（黒津村+下下条村 ※現長岡市）
- 新潟県古志郡富曽亀村（富島村+小曽根村+亀貝村 ※現長岡市）
- 新潟県古志郡蓬沢村（蓬平村+濁沢村 ※現長岡市）
- 新潟県北魚沼郡津山村（和南津村+中山村 ※現長岡市）
- 新潟県北魚沼郡千田村（千谷村+小栗田村 ※現小千谷市）
- 新潟県北魚沼郡鴻野谷村（鴻巣村+坪野村+山谷村 ※現小千谷市）
- 新潟県北魚沼郡島町村（中島村+中島新田+四日町村  ※現魚沼市）
- 新潟県北魚沼郡高根村（高倉村+横根村 ※現魚沼市）
- 新潟県北魚沼郡広神村（広瀬村+藪神村 ※現魚沼市）
- 新潟県中魚沼郡寺田村（寺石村+上田村 ※現津南町）
- 新潟県中魚沼郡赤崎村（赤沢村+芦ヶ崎村 ※現津南町）
- 新潟県南魚沼郡大君田村（大窪村+大沢村+君沢村+南田中村 ※現南魚沼市）
- 新潟県南魚沼郡上島村（上十日町村+島新田 ※現南魚沼市）
- 新潟県刈羽郡森山村（森光村+小栗山村 ※現長岡市）
- 新潟県刈羽郡高田村（日高村+豊田村 ※現柏崎市）
- 新潟県刈羽郡田沢村（田屋村+木沢村 ※現柏崎市）
- 新潟県刈羽郡小澗村（小島村+山澗村 ※現柏崎市）
- 新潟県刈羽郡長谷村（長嶺村+後谷村 ※現柏崎市）
- 新潟県刈羽郡大田村（大津村+大崎村+甲田村 ※現柏崎市）
- 新潟県岩船郡神林村（神納村+平林村 ※現村上市）
- 新潟県岩船郡門前谷村（門前村+小谷村 ※現村上市）
- 新潟県岩船郡中俣村（中継村+小俣村 ※現村上市）
- 新潟県岩船郡関谷村（関村+七箇谷村+九箇谷村 ※現関川村）
- 新潟県佐渡郡金井町（金沢村+吉井村の一部 ※現佐渡市）
- 富山県中新川郡高野村（高原村+野町村 ※現立山町）
- 富山県下新川郡上原村（上野村+吉原村 ※現入善町）
- 富山県東礪波郡五鹿屋村（五郎丸村+鹿島村+荒高屋村 ※現砺波市）
- 富山県東礪波郡広塚村（広安村の一部+八塚村の一部 ※現南砺市）
- 石川県能美郡瀬谷村（瀬領村+赤瀬村+長谷村+波佐谷村 ※現小松市）
- 石川県能美郡大杉谷村（大杉村+瀬谷村 ※現小松市）
- 石川県能美郡沖杉村（沖村+若杉村 ※現小松市）
- 石川県能美郡金野村（金平村+大野村 ※現小松市）
- 石川県能美郡木津村（木場村+津波倉村 ※現小松市）
- 石川県能美郡白木村（白江村+佐々木村 ※現小松市）
- 石川県能美郡新丸村（新保村+丸山村 ※現小松市）
- 石川県能美郡末佐美村（日末村+佐美村+浜佐美村 ※現小松市）
- 石川県能美郡園江村（園村+白江村 ※現小松市）
- 石川県能美郡高田村（高堂村+高堂新村+野田村+長野田村 ※現小松市）
- 石川県能美郡田川村（島田村+蛭川村 ※現小松市）
- 石川県能美郡千針村（千代村+一針村 ※現小松市）
- 石川県能美郡中海村（中村+軽海村 ※現小松市）
- 石川県能美郡西尾村（西俣村+尾小屋村 ※現小松市）
- 石川県能美郡蓮江村（蓮代寺村+本江村 ※現小松市）
- 石川県能美郡古河村（古府村+河田村 ※現小松市）
- 石川県能美郡里川村（上八里村+下八里村+鵜川村 ※現小松市、能美市）
- 石川県能美郡河野村（河合村+上野村+下野村 ※現白山市）
- 石川県能美郡吉原村（上吉谷村+下吉谷村+河原山村 ※現白山市）
- 石川県能美郡江ノ島村（下ノ江村+福島村 ※現能美市）
- 石川県能美郡湯野村（湯谷村+佐野村 ※現能美市）
- 石川県能美郡寺井野町（寺井村+湯野村+長野村 ※現能美市）
- 石川県能美郡久常村（徳久村+秋常村 ※現能美市）
- 石川県能美郡福江村（福岡村+中ノ江村 ※現能美市）
- 石川県能美郡宮内村（山田村+徳山村+辰口村+出口村 ※現能美市）
- 石川県能美郡山口村（宮竹村+岩内村 ※現能美市）
- 石川県能美郡吉田村（吉原村+西任田村+東任田村 ※現能美市）
- 石川県石川郡二塚村（北塚+南塚 ※2つの「塚」、現金沢市）
- 石川県石川郡尾口村（尾添村+東二口村 ※現白山市）
- 石川県石川郡美川町（能美郡+石川郡 ※現白山市）
- 石川県石川郡富奥村（富樫荘+中奥郷 ※現野々市市）
- 石川県河北郡小金村（小坂荘+金浦郷+金腐川 ※現金沢市）
- 石川県河北郡坂井村（小坂荘+井上荘 ※現金沢市）
- 石川県河北郡三谷村（薬師谷村+小原谷村+直江谷村 ※3つの「谷」、現金沢市）
- 石川県鹿島郡豊川村（豊田村+豊田町村+土川村 ※現七尾市）
- 石川県鳳至郡島崎村（鵜島村+鹿島村+乙ヶ崎村+新崎村 ※現鳳珠郡穴水町）
- 石川県鳳至郡竹太村（竹原村+太田川村 ※現鳳珠郡穴水町）
- 石川県鳳至郡三波村（藤波村+波並村+矢波村 ※3つの「波」、現鳳珠郡能登町）
- 石川県鳳至郡宮地村（宮谷村+魚地村 ※現鳳珠郡能登町）
- 石川県鳳至郡本木村（本江村+木戸村 ※現鳳珠郡能登町）
- 福井県吉田郡藤岡村（東藤島村+岡保村 ※現福井市）
- 福井県大野郡猪野瀬村（猪野村+猪野毛屋村+猪野口村+若猪野村+片瀬村 ※現勝山市）
- 福井県坂井郡大石村（大牧村+石塚村 ※現坂井市）
- 福井県坂井郡大関村（大味村+上関村+下関村 ※現坂井市）
- 福井県坂井郡春江町（春近郷+江留郷 ※現坂井市）
- 福井県今立郡新横江村（下新庄村+横越村+東鯖江村 ※現鯖江市）
- 福井県今立郡中河村（中野村+上河端村+下河端村 ※現鯖江市）
- 福井県今立郡国高村（村国村+高木村 ※現越前市）
- 福井県丹生郡吉川村（吉田村+下川去村 ※現鯖江市）
- 福井県三方郡西田村（西浦村+田井村 ※現三方上中郡若狭町）
- 山梨県西山梨郡国里村（国玉村+里吉村 ※現甲府市）
- 山梨県東山梨郡奥野田村（牛奥村+西ノ原村+熊野村+西広門田村 ※現甲州市）
- 山梨県東八代郡錦生村（錦村+金生村 ※現笛吹市）
- 山梨県東八代郡国立村（国分村+橋立村 ※現笛吹市）
- 山梨県東八代郡竹野原村（竹居村+大野寺村+奈良原村 ※現笛吹市）
- 山梨県西八代郡山保村（山家村+三保村 ※現市川三郷町、南巨摩郡身延町）
- 山梨県南巨摩郡大須成村（大塩村+久成村+平須村 ※現身延町）
- 山梨県南巨摩郡富沢町（富河村+万沢村 ※現南部町）
- 山梨県中巨摩郡大鎌田村（大里村+鎌田村 ※現甲府市）
- 山梨県中巨摩郡二川村（笛吹川+荒川 ※2つの「川」、現甲府市）
- 山梨県中巨摩郡芦安村（芦倉村+安通村 ※現南アルプス市）
- 山梨県中巨摩郡野之瀬村（中野村+上野村+上市之瀬村+下市之瀬村 ※現南アルプス市）
- 山梨県中巨摩郡百田村（百々村+上八田村 ※現南アルプス市）
- 山梨県北巨摩郡清哲村（水上村+青木村+折居村+樋口村、※「水」と「青」で「清」、「折」と「口」で「哲」 ※現韮崎市）
- 山梨県北巨摩郡中田村（中条村+小田川村 ※現韮崎市）
- 山梨県北巨摩郡円野村（上円井村+下円井村+入戸野村 ※現韮崎市）
- 山梨県北巨摩郡鳳来村（大武川村+鳥原村+上教来石村+下教来石村、※「大」と「鳥」で「鳳」 ※現北杜市）
- 山梨県北巨摩郡秋田村（夏秋村+大八田村 ※現北杜市）
- 山梨県南都留郡中野村（山中村+平野村 ※現山中湖村）
- 山梨県南都留郡西浜村（西湖村+長浜村 ※現富士河口湖町）
- 山梨県北都留郡大目村（大野村+犬目村 ※現上野原市）
- 山梨県北都留郡大鶴村（大倉村+大曽根村+大椚村+鶴川村 ※現上野原市）
- 山梨県北都留郡島田村（鶴島村+新田村 ※現上野原市）
- 長野県更埴市（更級郡+埴科郡 ※現千曲市）
- 長野県南佐久郡岸野村（根岸村+伴野村 ※現佐久市）
- 長野県南佐久郡切原村（上小田切村+中小田切村+中小田切新田村+湯原村 ※現佐久市）
- 長野県南佐久郡中瀬村（下中込村+瀬戸村 ※現佐久市）
- 長野県南佐久郡畑八村（畑村+八郡村 ※現佐久穂町）
- 長野県南佐久郡八千穂村（畑八村+千曲川+穂積村 ※現佐久穂町）
- 長野県北佐久郡浅科村（浅間山+蓼科山 ※現佐久市）
- 長野県北佐久郡平根村（上平尾村+下平尾村+横根村 ※現佐久市）
- 長野県小県郡泉田村（小泉村+吉田村+福田村 ※現上田市）
- 長野県小県郡豊殿村（豊里村+殿城村 ※現上田市）
- 長野県小県郡長門町（長久保新町+長窪古町+大門村 ※現長和町）
- 長野県上伊那郡赤穂町（赤須村+上穂村 ※現駒ヶ根市）
- 長野県上伊那郡川島村（横川村+上島村 ※現辰野町）
- 長野県木曽郡楢川村（奈良井村+贄川村 ※奈良→楢 ※現塩尻市）
- 長野県西筑摩郡読書村（与川村+三留野村+柿其村 ※現南木曽町）
- 長野県東筑摩郡坂井村（安坂村+永井村 ※現筑北村）
- 長野県東筑摩郡白瀬渕村（白姫村+上瀬黒村+下瀬黒村+竹渕村 ※現松本市）
- 長野県東筑摩郡小赤村（小池村+赤木村 ※現松本市）
- 長野県南安曇郡豊科町（上鳥羽村+下鳥羽村+吉野村+成相新田村+成相町村 ※現安曇野市）
- 長野県南安曇郡三田村（小田多井新田村+田多井村+田尻村 ※3つの「田」、現安曇野市）
- 長野県更級郡川柳村（石川村+二ツ柳村 ※現長野市）
- 長野県更級郡日原村（日名村+大原村 ※現長野市）
- 長野県上高井郡若穂町（綿内村+川田村+保科村 ※現長野市）
- 長野県上水内郡日里村（日下野村+御山里村 ※現長野市）
- 長野県下水内郡豊井村（豊津村+上今井村 ※現中野市）
- 長野県下水内郡永田村（永江村+穴田村 ※現中野市）
- 長野県下水内郡豊田村（豊井村+永田村 ※現中野市）
- 長野県下水内郡岡山村（照岡村+一山村 ※現飯山市）
- 岐阜県海津郡（海西郡+下石津郡 ※現海津市）
- 岐阜県養老郡笠郷村（下笠村+栗笠村+上之郷村 ※現養老町）
- 岐阜県本巣郡真正町（真桑村+弾正村 ※現本巣市）
- 岐阜県山県郡岩野田村（岩崎村+粟野村+三田洞村 ※現岐阜市）
- 岐阜県山県郡保戸島村（保明組+戸田村+側島村 ※現関市）
- 岐阜県山県郡片原村（片狩村+日原村 ※現山県市）
- 岐阜県山県郡桜尾村（伊佐美村+椎倉村+赤尾村の合成が変化 ※現山県市）
- 岐阜県武儀郡小金田村（小屋名村+上白金村+下白金村+山田村 ※現関市）
- 岐阜県武儀郡瀬尻村（小瀬村+池尻村 ※現関市）
- 岐阜県武儀郡安曽野村（安毛村+曽代村+前野村 ※現美濃市）
- 岐阜県郡上郡鮎立村（鮎走村+切立村 ※現郡上市）
- 岐阜県郡上郡有穂村（在原村+歩岐村 ※在→有、歩→穂、現郡上市）
- 岐阜県郡上郡入間村（入津村+貢間村 ※現郡上市）
- 岐阜県郡上郡大谷村（大久須見村+神谷村 ※現郡上市）
- 岐阜県郡上郡大原村（大矢村+勝原村 ※現郡上市）
- 岐阜県郡上郡嵩田村（山田村+高砂村+上田村 ※山+高→嵩、現郡上市）
- 岐阜県郡上郡西多村（中西村+阿多岐村 ※現郡上市）
- 岐阜県郡上郡横野村（横井村+下野村 ※現郡上市）
- 岐阜県郡上郡岩瀬村（岩屋村+広瀬村 ※現下呂市）
- 岐阜県郡上郡戸部村（戸川村+西沓部村 ※現下呂市）
- 岐阜県加茂郡麻川村（下麻生村+上川辺村 ※現川辺町、七宗町）
- 岐阜県加茂郡潮南村（潮見村+南戸村 ※現八百津町）
- 岐阜県恵那郡下原田村（下村+漆原村+小田子村 ※現恵那市）
- 岐阜県恵那郡山岡町（遠山村+鶴岡村 ※現恵那市）
- 静岡県賀茂郡浜崎村（白浜村+柿崎村+須崎村 ※現下田市）
- 静岡県駿東郡深浪村（深良村+岩波村 ※現裾野市）
- 静岡県富士郡岩松村（岩本村+松岡村 ※現富士市）
- 静岡県庵原郡両河内村（中河内村+河内村 ※2つの「河内」、現静岡市清水区）
- 静岡県志太郡伊久身村（伊久美村+身成村 ※現島田市）
- 静岡県榛原郡勝間田村（勝間村+勝田村 ※現牧之原市）
- 静岡県榛原郡菅山村（菅ヶ谷村+西山寺村 ※現牧之原市）
- 静岡県小笠郡大須賀村（横須賀町+西大淵村 ※現掛川市）
- 静岡県小笠郡大須賀町（横須賀町+大淵村 ※現掛川市）
- 静岡県小笠郡桜木村（雨桜村+垂木村 ※現掛川市）
- 静岡県小笠郡大浜町（大坂村+千浜村 ※現掛川市）
- 静岡県小笠郡大東町（大浜町+城東村 ※現掛川市）
- 静岡県小笠郡三浜村（浜野村+浜川新田村+浜野新田村 ※3つの「浜」、現掛川市）
- 静岡県小笠郡和田岡村（各和村+高田村+吉岡村 ※現掛川市）
- 静岡県小笠郡浜岡町（浜松市+静岡市 ※両市の中間に位置することから ※現御前崎市）
- 静岡県小笠郡川野村（川上村+丹野村 ※現菊川市）
- 静岡県小笠郡平田村（上平川村+下平川村+堂山新田+嶺田村 ※現菊川市）
- 静岡県周智郡奥山村（奥領家村+山住村 ※現浜松市天竜区）
- 静岡県磐田郡龍山村（龍川村+山香村 ※龍川村・山香村から分立したことに由来、現浜松市天竜区）
- 静岡県磐田郡大藤村（大久保村+藤上原村 ※現磐田市）
- 静岡県磐田郡長野村（長須賀村+前野村+野箱村 ※現磐田市）
- 静岡県磐田郡福島村（福田村+中島村 ※現磐田市）
- 静岡県磐田郡竜洋町（天竜川+太平洋 ※現磐田市）
- 静岡県浜名郡橋田村（橋羽村+永田村+安間新田村+薬師新田村 ※現浜松市中央区）
- 静岡県浜名郡伊佐見村（伊左地村+佐浜村+古人見村+大人見村 ※現浜松市中央区）
- 静岡県浜名郡神久呂村（神ヶ谷村+大久保村+志都呂村 ※現浜松市中央区）
- 静岡県浜名郡五島村（西島村+江之島村+福島村+松島村+鶴島村 ※5つの「島」、現浜松市中央区）
- 静岡県浜名郡新津村（新橋村+米津村 ※現浜松市中央区）
- 静岡県浜名郡浅場村（浅田村+伊場村 ※現浜松市中央区）
- 静岡県浜名郡白脇村（白羽村+寺脇村 ※現浜松市中央区）
- 静岡県浜名郡小野田村（小松村+内野村+半田村 ※現浜松市中央区、浜名区）
- 静岡県浜名郡小野口村（小松村+内野村+平口村 ※現浜松市浜名区）
- 静岡県浜名郡平貴村（平口村+貴布禰村 ※現浜松市浜名区）
- 静岡県浜名郡美島村（東美薗村+西美薗村+寺島村 ※現浜松市浜名区）
- 静岡県浜名郡吉津村（吉美村+鷲津村 ※現湖西市）
- 静岡県浜名郡知波田村（大知波村+太田村 ※現湖西市）
- 愛知県愛知郡一社村（一色村+下社村 ※現名古屋市）
- 愛知県愛知郡高社村（高針村+一社村+上社村 ※現名古屋市）
- 愛知県愛知郡猪高村（猪子石村+高社村 ※現名古屋市名東区・千種区）
- 愛知県愛知郡島野村（島田村+野並村 ※現名古屋市天白区）
- 愛知県愛知郡幡山村（幡野村+山口村 ※現瀬戸市）
- 愛知県愛知郡諸和村（諸輪村+和合村 ※現東郷町）
- 愛知県東春日井郡掛川村（沓掛村+下半田川村 ※現瀬戸市）
- 愛知県東春日井郡神阪村（神屋村+坂下村 ※坂→阪、現春日井市）
- 愛知県東春日井郡池林村（池之内村+林村 ※現小牧市）
- 愛知県東春日井郡大野村（大山村+野口村 ※現小牧市）
- 愛知県丹羽郡浅淵村（浅野村+南小淵村+北小淵村 ※現一宮市）
- 愛知県丹羽郡三重島村（三井村+重吉村+平島村 ※現一宮市）
- 愛知県丹羽郡島野村（北島村+野寄村 ※現岩倉市）
- 愛知県葉栗郡大田島村（大毛村+高田村+島村 ※現一宮市）
- 愛知県葉栗郡小草鹿村（小杁村+草井村+鹿子島村 ※現江南市）
- 愛知県葉栗郡小鹿村（小杁村+鹿子島村 ※現江南市）
- 愛知県中島郡祐賀村（祐久村+東加賀野井村 ※現一宮市）
- 愛知県中島郡稲保村（稲島村+於保村 ※現稲沢市、一宮市）
- 愛知県中島郡井長谷村（井堀村+儀長村+須ヶ谷村 ※現稲沢市）
- 愛知県中島郡梅代村（梅須賀村+千代村 ※現稲沢市）
- 愛知県中島郡島田村（北島村+玉田村 ※現稲沢市）
- 愛知県中島郡光郷村（光堂村+四郷村 ※現稲沢市）
- 愛知県中島郡丸甲村（三丸淵村+甲新田 ※現稲沢市）
- 愛知県中島郡市田村（西市場村+北市場村+増田村 ※現稲沢市、清須市）
- 愛知県海東郡万須田村（万場村+長須賀村+前田村 ※現名古屋市中川区）
- 愛知県海東郡福屋村（西福田村+福田前新田+茶屋後新田 ※現名古屋市港区）
- 愛知県海東郡越治村（越津村+宇治村 ※現津島市）
- 愛知県海東郡野間村（寺野村+牧野村+蛭間村 ※現津島市）
- 愛知県海東郡百高村（百町村+高台寺村 ※現津島市）
- 愛知県海東郡諸古村（諸桑村+古川村 ※現愛西市、津島市）
- 愛知県海東郡川淵村（西川端新田+淵高新田 ※現愛西市）
- 愛知県海東郡草場村（草平新田+鷹場新田 ※現愛西市）
- 愛知県海東郡佐依木村（佐屋村+内佐屋村+須依村+柚木村 ※現愛西市）
- 愛知県海東郡金賀木村（金岩村+蜂須賀村+木田村 ※現あま市）
- 愛知県海西郡立和村（立田村+三ツ和村 ※現愛西市）
- 愛知県海西郡宝地村（重宝村+大宝新田+鳥ヶ地新田 ※現弥富市、海部郡飛島村）
- 愛知県海部郡八開村（八輪村+開治村 ※現愛西市）
- 愛知県海部郡市江村（市腋村+東市江村 ※現愛西市、弥富市）
- 愛知県知多郡生浜村（生路村+石浜村 ※現東浦町）
- 愛知県碧海郡中井村（中ノ郷村+土井村 ※現岡崎市）
- 愛知県碧海郡半高村（半城土村+高須村 ※現刈谷市）
- 愛知県碧海郡若園村（若林村+花園村 ※現豊田市）
- 愛知県碧海郡牛橋村（牛田村+八ツ橋村 ※現知立市）
- 愛知県幡豆郡味沢村（味浜村+中外沢村 ※現西尾市）
- 愛知県幡豆郡花明村（花蔵寺村+善明村 ※現西尾市）
- 愛知県幡豆郡吹羽良村（貝吹村+上羽角村+下羽角村+上永良村+下永良村 ※現西尾市）
- 愛知県幡豆郡室場村（室村+駒場村 ※現西尾市）
- 愛知県幡豆郡豊坂村（豊国村+松坂村 ※現額田郡幸田町）
- 愛知県額田郡岩中村（岩谷村+中畑村 ※現岡崎市）
- 愛知県額田郡竜谷村（竜泉寺村+桑谷村 ※現岡崎市）
- 愛知県額田郡形埜村（桜形村+鍛埜村 ※現岡崎市）
- 愛知県額田郡豊富村（豊岡村+高富村 ※現岡崎市）
- 愛知県西加茂郡石下瀬村（力石村+東枝下村+東広瀬村 ※現豊田市）
- 愛知県西加茂郡中野村（中金村+野口村 ※現豊田市）
- 愛知県西加茂郡石野村（石下瀬村+中野村 ※現豊田市）
- 愛知県西加茂郡藤岡町（藤河村+高岡村 ※現豊田市）
- 愛知県東加茂郡稲武町（稲橋村+武節村 ※旧北設楽郡、現豊田市）
- 愛知県南設楽郡千郷村（千秋村+西郷村 ※現新城市）
- 愛知県北設楽郡下川村（下田村+川角村 ※現東栄町）
- 愛知県宝飯郡平幡村（平尾村+八幡村 ※現豊川市）
- 愛知県宝飯郡明子村（行明村+柑子村 ※現豊川市）
- 愛知県宝飯郡蒲郡町（蒲形村+西之郡村 ※現蒲郡市）
- 愛知県八名郡下川村（下条村+牛川村 ※現豊橋市、豊川市）
- 愛知県渥美郡植野村（植田村+野依村 ※現豊橋市）
- 愛知県渥美郡大川町（大岩村+二川村 ※現豊橋市）
- 愛知県渥美郡小沢村（小島村+小松原村+寺沢村 ※現豊橋市）
- 愛知県渥美郡高根村（高塚村+七根村 ※現豊橋市）
- 愛知県渥美郡高豊村（高根村+豊南村 ※現豊橋市）
- 愛知県渥美郡牟呂吉田村（牟呂村+吉田方村 ※現豊橋市）
- 愛知県渥美郡若戸村（若見村+越戸村 ※現田原市）

#### 近畿地方
- 三重県桑名郡古美村（古野村+美鹿村 ※現桑名市）
- 三重県員弁郡梅戸井町（梅戸村+南金井村+大井田村 ※現いなべ市）
- 三重県員弁郡立田村（篠立村+古田村 ※現いなべ市）
- 三重県員弁郡大泉原村（大泉新田+楚原村 ※現いなべ市）
- 三重県員弁郡大長村（南大社村+長深村 ※現東員町）
- 三重県三重郡小山田村（小山村+山田村 ※現四日市市）
- 三重県三重郡富洲原村（富田一色村+天ヶ須賀村+松原村 ※現四日市市）
- 三重県三重郡竹永村（竹成村+永井村 ※現菰野町）
- 三重県鈴鹿郡久間田村（下大久保村+鹿間村+和無田村+岸田村 ※現四日市市、鈴鹿市）
- 三重県鈴鹿郡高津瀬村（高宮村+津賀村+広瀬村 ※現鈴鹿市）
- 三重県鈴鹿郡深伊沢村（深溝村+伊船村+長沢村 ※現鈴鹿市）
- 三重県鈴鹿郡井田川村（井尻村+小田村+中富田村+西富田村+和田村+川合村 ※現亀山市、鈴鹿市）
- 三重県鈴鹿郡白川村（白木村+小川村 ※現亀山市）
- 三重県河芸郡（河曲郡+奄芸郡 ※現津市、鈴鹿市、亀山市）
- 三重県安濃郡藤水村（藤方村+垂水村 ※現津市）
- 三重県安芸郡（安濃郡+河芸郡 ※現津市、亀山市）
- 三重県安芸郡河芸町（河曲郡+奄芸郡 ※現津市）
- 三重県安芸郡芸濃町（河芸郡+安濃郡 ※現津市）
- 三重県一志郡大井村（大仰村+井生村+井関村 ※現津市）
- 三重県一志郡大三村（大村+三ヶ野村 ※現津市）
- 三重県一志郡三雲町（三渡川+雲出川 ※現松阪市）
- 三重県一志郡米ノ庄村（久米村+中ノ庄村+上ノ庄村+市場庄村 ※現松阪市）
- 三重県飯南郡朝見村（朝田村+下七見村 ※現松阪市）
- 三重県飯南郡柿野町（上仁柿村+下仁柿村+深野村+横野村 ※現松阪市）
- 三重県飯南郡松江村（松坂川井町+松坂西町+船江村 ※現松阪市）
- 三重県飯南郡茅広江村（茅原村+広瀬村+下出江村+上出江村 ※現松阪市、多気郡多気町）
- 三重県多気郡津田村（津留村+三疋田村+四疋田村 ※現多気町）
- 三重県多気郡斎明村（斎宮村+明星村 ※現明和町）
- 三重県度会郡神原村（神津佐村+山原村 ※現南伊勢町、志摩市）
- 三重県度会郡大宮町（大内山川+宮川 ※現大紀町）
- 三重県度会郡柏崎村（柏野村+崎村 ※現大紀町）
- 三重県度会郡紀勢町（紀伊国+伊勢国 ※現大紀町）
- 三重県阿山郡（阿拝郡+山田郡 ※現伊賀市）
- 三重県阿山郡花之木村（法花村+下之庄村+大野木村 ※現伊賀市）
- 三重県名賀郡（名張郡+伊賀郡 ※現名張市、伊賀市）
- 三重県名賀郡薦原村（薦生村+西田原村 ※現名張市）
- 三重県志摩郡鏡浦村（石鏡村+浦村 ※現鳥羽市）
- 三重県北牟婁郡三野瀬村（三浦+海野浦+道瀬浦 ※現紀北町）
- 三重県南牟婁郡有井村（有馬村+井戸村 ※現熊野市）
- 三重県南牟婁郡神川村（神上村+尾川村 ※現熊野市）
- 三重県南牟婁郡神志山村（神木村+志原村+金山村 ※現御浜町、熊野市）
- 滋賀県栗太郡苅原村（半苅村+市川原村 ※現栗東市）
- 滋賀県野洲郡立田村（立花村+戸田村 ※現守山市）
- 滋賀県野洲郡上屋村（上永原村+紺屋町村 ※現野洲市）
- 滋賀県野洲郡中主町（中里村+兵主村 ※現野洲市）
- 滋賀県甲賀郡瀬ノ音村（市ノ瀬村+音羽野村 ※現甲賀市）
- 滋賀県甲賀郡新治村（新宮村+倉治村 ※現甲賀市）
- 滋賀県甲賀郡鮎河村（鮎川村+大河原村 ※現甲賀市）
- 滋賀県甲賀郡小原村（小川村+小川出村+柞原村 ※現甲賀市）
- 滋賀県甲賀郡貴生川村・貴生川町（内貴村+北内貴村+虫生野村+宇川村 ※現甲賀市）
- 滋賀県甲賀郡竜池村（竜法師村+池田村 ※現甲賀市）
- 滋賀県蒲生郡白王村（白部村+王ノ浜村 ※現近江八幡市）
- 滋賀県蒲生郡金田村（金剛寺村+上田村+長田村 ※現近江八幡市）
- 滋賀県蒲生郡平田村（上平木村+下平木村+上羽田村+中羽田村+下羽田村 ※現東近江市）
- 滋賀県蒲生郡清田村（清水脇村+五反田村 ※現日野町）
- 滋賀県蒲生郡鏡山村（鏡村+山面村+山中村 ※現竜王町）
- 滋賀県神崎郡新宮村（新村+宮西村 ※現東近江市）
- 滋賀県愛知郡葉枝見村（稲葉荘+日枝荘+栗見荘 ※現彦根市）
- 滋賀県愛知郡石橋村（石部村+土橋村 ※現愛荘町）
- 滋賀県愛知郡秦荘町（秦川村+八木荘村 ※現愛荘町）
- 滋賀県犬上郡中根村（中藪村+長曽根村 ※後に再分割、現彦根市）
- 滋賀県犬上郡賀田山村（茂賀村+小田部村+大山崎村+小山崎村 ※現彦根市）
- 滋賀県犬上郡清崎村（北山崎村+清水村 ※現彦根市）
- 滋賀県坂田郡宮司村（宮川村+下司村 ※現長浜市）
- 滋賀県坂田郡本市場村（本庄中村+市場中村 ※現米原市）
- 滋賀県東浅井郡湯田村（湯次村+三田村 ※現長浜市）
- 滋賀県高島郡杉山村（山中村[注釈 31]+大杉村 ※現高島市）
- 滋賀県高島郡岩瀬村（岩神村+穴ヶ瀬村 ※現高島市）
- 京都府愛宕郡静市野村（静原村+市原村+野中村 ※現京都市左京区）
- 京都府紀伊郡石島村（石原村+島村 ※現京都市南区）
- 京都府紀伊郡西中村（西庄村+中河原村 ※現京都市南区）
- 京都府紀伊郡福稲村（稲荷村+東福寺門前 ※現京都市伏見区）
- 京都府久世郡久津川村（久世村+上津屋村+平川村 ※現城陽市）
- 京都府久世郡富野荘村（富野村+枇杷荘村 ※現城陽市）
- 京都府綴喜郡宮津村（宮口村+江津村 ※現京田辺市）
- 京都府綴喜郡岩山村（岩本村+長山村 ※現宇治田原町）
- 京都府相楽郡稲田村（南稲八妻村+北稲八間村+植田村 ※現精華町）
- 京都府相楽郡狛田村（下狛村+菱田村 ※現精華町）
- 京都府相楽郡高山村（高尾村+田山村 ※現南山城村）
- 京都府南桑田郡畑野村（千ヶ畑村+土ヶ畑村+広野村 ※現亀岡市）
- 京都府南桑田郡宮前村（宮川村+神前村 ※現亀岡市）
- 京都府南桑田郡吉川村（吉田村+穴川村 ※現亀岡市）
- 京都府南桑田郡河原林村（河原尻村+勝林島村 ※現亀岡市）
- 京都府南桑田郡樫田村（樫船神社+田能村 ※現大阪府高槻市）
- 京都府北桑田郡細野村（細川上村+細川中村+細川下村+細川滝村+細川田尻村+長野村+余野村 ※現京都市右京区）
- 京都府北桑田郡内久保村（大内村+上久保村 ※現南丹市）
- 京都府北桑田郡宮島村（宮脇村+島村 ※現南丹市）
- 京都府船井郡内林村（垣内村+今林村 ※現南丹市）
- 京都府船井郡大西村（大坪村+西山村 ※現南丹市）
- 京都府船井郡諸畑村（諸木村+畑中村 ※現南丹市）
- 京都府船井郡生畑村（上稗生村+下稗生村+上小畑村+下小畑村 ※現南丹市）
- 京都府船井郡保野田村（久保村+上野村+家田村 ※現南丹市）
- 京都府船井郡胡麻郷村（胡麻村+上胡麻村+畑郷村 ※現南丹市）
- 京都府船井郡富本村（富庄村+本荘村 ※現南丹市）
- 京都府何鹿郡五泉村（市之瀬村+市志村+辻村+水梨村 ※かな表記時の頭文字を合成、現綾部市）
- 京都府何鹿郡老富村（大唐内村+市茅野村+栃村+光野村 ※かな表記時の頭文字を合成、現綾部市）
- 京都府何鹿郡故屋岡村（古和木村+八代村+小中村+川原村 ※かな表記時の頭文字を合成、現綾部市）
- 京都府何鹿郡建田村（武吉村+佃村+忠村 ※かな表記時の頭文字を合成、現綾部市）
- 京都府何鹿郡十根村（十倉村+井根村 ※現綾部市）
- 京都府何鹿郡西坂村（西保村+赤目坂村 ※現綾部市）
- 京都府何鹿郡両河内村（坊河内村[注釈 32]+金河内村 ※2つの「河内」、現綾部市）
- 京都府加佐郡丸八江村（丸田村+八田村+八戸地村+和江村 ※現舞鶴市）
- 京都府加佐郡八雲村（丸八江村+東雲村 ※現舞鶴市）
- 京都府中郡長善村（長岡村+善王寺村 ※現京丹後市）
- 京都府中郡新山村（新町村+荒山村 ※現京丹後市）
- 京都府竹野郡島津村（島溝川村+三津村+掛津村 ※現京丹後市）
- 京都府竹野郡吉野村（吉沢村+芋野村 ※現京丹後市）
- 京都府熊野郡神野村（神崎村+鹿野村 ※現京丹後市）
- 大阪府三島郡大冠村（大塚村+大塚町+西冠村 ※現高槻市）
- 大阪府三島郡宮島村（野々宮村+島村 ※現茨木市）
- 大阪府東成郡中本村（中道村+中浜村+本庄村 ※現大阪市東成区、中央区、城東区）
- 大阪府泉南郡大土村（大木村+土丸村 ※現泉佐野市）
- 大阪府南河内郡市新野村（市村+市村新田+向野村 ※現河内長野市）
- 大阪府中河内郡三木本村（木本村+北木本村+南木本村 ※3つの「木本」、現八尾市）
- 大阪府中河内郡日根市村（日下村+善根寺村+布市村 ※現東大阪市）
- 大阪府北河内郡諸堤村（諸口村+横堤村 現大阪市鶴見区）
- 大阪府北河内郡二島村（三ツ島村+稗島村 ※2つの「島」、※現門真市）
- 兵庫県川辺郡園田村（御園村+富田村+口田中村+田能村 ※現尼崎市）
- 兵庫県有馬郡塩瀬村（名塩村+生瀬村 ※現西宮市）
- 兵庫県武庫郡本山村（本荘+山路荘 ※中世にこの地域に所在した2つの荘園の頭文字を採ったもの、現神戸市東灘区の本山地域）
- 兵庫県武庫郡瓦木村（上瓦林村+下瓦林村+瓦林村+高木村+荒木新田 ※現西宮市）
- 兵庫県八部郡林田村（駒ヶ林村+長田村+野田村+今和田新田+吉田新田 ※現神戸市長田区、兵庫区）
- 兵庫県美嚢郡吉安村（吉谷村+安場村 ※三木市）
- 兵庫県加東郡福田村（福吉村+上田村 ※現加東市、小野市）
- 兵庫県印南郡北浜村（北脇村+西浜村 ※現高砂市）
- 兵庫県飾磨郡置塩村（宮置村+置本村+塩田村 ※現姫路市）
- 兵庫県飾磨郡菅野村（菅生澗村+野畑村+莇野村 ※現姫路市）
- 兵庫県飾磨郡広畑町（広村+八幡村 ※幡→畑、現姫路市）
- 兵庫県飾磨郡御国野村（御着村+国分寺村+深志野村 ※現姫路市）
- 兵庫県飾磨郡八木村（八家村+木場村 ※現姫路市）
- 兵庫県神崎郡香寺町（香呂村+中寺村 ※現姫路市）
- 兵庫県揖保郡香島村（香山村+吉島村 ※現たつの市）
- 兵庫県佐用郡大広村（大畑村+大下村+末広村+広山村 ※現佐用町）
- 兵庫県佐用郡中安村（中島村+安川村 ※現佐用町）
- 兵庫県宍粟郡富栖村（栃原村+皆河村+末広村 ※現姫路市）
- 兵庫県宍粟郡安富町（安師村+富栖村 ※現姫路市）
- 兵庫県宍粟郡戸原村（川戸村+宇原村+下宇原村 ※現宍粟市）
- 兵庫県城崎郡三椒村（三原村+椒村 ※現豊岡市）
- 兵庫県城崎郡日高町（日置村+久田谷村+宵田村 ※現豊岡市）
- 兵庫県美方郡美方町（七美郡+二方郡 ※現香美町）
- 兵庫県氷上郡生郷村（石生村+本郷村 ※現丹波市）
- 兵庫県氷上郡小川村（小新屋村+小野尻村+小畑村+前川村 ※現丹波市）
- 兵庫県多紀郡岡野村（東岡屋村+西岡屋村+黒岡村+野尻村+大野村 ※現丹波篠山市）
- 奈良県吉野郡宗檜村（宗川野村+檜川迫村 ※現五條市）
- 奈良県吉野郡小川村（小村+小栗栖村+木津川村 ※現東吉野村）
- 和歌山県海草郡川永村（川辺村+永穂村 ※現和歌山市）
- 和歌山県海草郡三田村（坂田村+田尻村+和田村 ※3つの「田」、現和歌山市）
- 和歌山県海草郡西脇野村（西荘村+本脇浦+磯脇浦+日野村 ※現和歌山市）
- 和歌山県海草郡西脇町（西荘村+本脇浦+磯脇浦 ※現和歌山市）
- 和歌山県有田郡田栖川村（田村+栖原村+吉川村 ※現湯浅町）
- 和歌山県日高郡藤田村（藤井村+吉田村 ※現御坊市）
- 和歌山県西牟婁郡近野村（近露村+野中村 ※現田辺市）
- 和歌山県西牟婁郡長野村（上長瀬村+馬我野村+伏菟野村 ※現田辺市）
- 和歌山県西牟婁郡二川村（富田川+中川 ※2つの「川」、現田辺市）
- 和歌山県西牟婁郡三川村（日置川+前の川+将軍川 ※3つの「川」、現田辺市）
- 和歌山県西牟婁郡富二橋村（高富村+二色村+鬮野川村枝郷の橋杭 ※現東牟婁郡串本町）

#### 中国地方
- 鳥取県岩美郡福部村（福田保+服部庄 ※現鳥取市）
- 鳥取県岩美郡上舟村（上地村+荒舟村+上荒舟村 ※現鳥取市）
- 鳥取県岩美郡大成村（成器村+大茅村 ※現鳥取市）
- 鳥取県岩美郡大岩村（大谷村+岩本村 ※現岩美町）
- 鳥取県八頭郡大御門村（大門村+西御門村 ※現八頭町）
- 鳥取県八頭郡大伊村（大江村+伊井田村 ※現八頭町）
- 鳥取県八頭郡安部村（安井宿+日下部村 ※現八頭町）
- 鳥取県気高郡（気多郡+高草郡 ※現鳥取市）
- 鳥取県気高郡蒲野部村（菖蒲村+野寺村+服部村 ※現鳥取市）
- 鳥取県気高郡気高町（気多郡+高草郡 ※現鳥取市）
- 鳥取県気高郡小鷲河村（小別所村+鷲峯村+河内村 ※現鳥取市）
- 鳥取県気高郡松保村（松高庄+南北保 ※現鳥取市）
- 鳥取県気高郡海徳村（古海村+徳尾村 ※現鳥取市）
- 鳥取県東伯郡福米村（上福田村+下福田村+上米積村+下米積村 ※現倉吉市）
- 鳥取県東伯郡関金町（湯関宿+金谷村 ※現倉吉市）
- 鳥取県東伯郡神中村（神倉村+中津村 ※現三朝町）
- 鳥取県東伯郡花見村（野花村+埴見村 ※現湯梨浜町）
- 鳥取県東伯郡市勢村（金市村+上伊勢村+下伊勢村 ※現琴浦町）
- 鳥取県東伯郡大栄町（大誠村+栄村 ※現北栄町）
- 鳥取県西伯郡伯仙町（伯耆国+大山 ※山→仙、現米子市）
- 鳥取県西伯郡崎津村（大崎村+葭津村 ※現米子市）
- 鳥取県西伯郡福生村（上福原村+皆生村 ※現米子市）
- 鳥取県西伯郡福米村（東福原村+西福原村+米原村 ※現米子市）
- 鳥取県日野郡高宮村（阿毘縁村の日蓮宗阿毘縁山解脱寺（高祖さん）+大宮村の樂樂福神社（宮） ※現日南町）
- 鳥取県日野郡福栄村（福塚村+神福村+豊栄村 ※現日南町）
- 鳥取県日野郡菅福村（上菅村+福長村 ※現日野町）
- 鳥取県日野郡金岩村（金屋谷村+岩立村 ※現西伯郡伯耆町）
- 島根県八束郡鹿島町（秋鹿郡+島根郡 ※現松江市）
- 島根県八束郡玉湯町（玉造村+湯町村 ※現松江市）
- 島根県八束郡古江村（古志村+古曽志村+長江村 ※現松江市）
- 島根県飯石郡赤来町（赤名町+来島村 ※現飯南町）
- 島根県簸川郡荒茅村（荒木村+古荒木村+茅原村 ※現出雲市）
- 島根県簸川郡上島村（上ノ郷村+中ノ島村） ※現出雲市）
- 島根県簸川郡上津村（上島村+船津村 ※現出雲市）
- 島根県簸川郡佐田町（須佐村+窪田村 ※現出雲市）
- 島根県簸川郡田岐村（小田村+多岐村 ※現出雲市）
- 島根県簸川郡岐久村（田岐村+久村 ※現出雲市）
- 島根県簸川郡西田村（西々郷村+万田村 ※現出雲市）
- 島根県簸川郡鵜鷺村（鵜峠浦+鷺浦 ※現出雲市）
- 島根県安濃郡朝山村（朝倉村+仙山村 ※現大田市）
- 島根県邇摩郡仁摩町（仁万町+邇摩郡 ※現大田市）
- 島根県邇摩郡福浦村（福光村の一部+吉浦村 ※現大田市）
- 島根県邑智郡三谷村（三俣村+湯谷村 ※現川本町）
- 島根県邑智郡君谷村（志君村+櫨谷村+小谷村の一部 ※現美郷町）
- 島根県邑智郡高原村（高見村+原村+上原村 ※現邑南町）
- 島根県邑智郡羽須美村（口羽村+阿須那村+美 ※現邑南町）
- 島根県那賀郡国府町（国分村+上府村+下府村 ※現浜田市）
- 島根県那賀郡安城村（長安村+高城村 ※現浜田市）
- 島根県那賀郡西湊村（西河内村+湊浦 ※現浜田市）
- 島根県那賀郡金田村（千金村+田野村 ※現江津市）
- 島根県那賀郡川波村（宇屋川村+波子村 ※現江津市）
- 島根県那賀郡川平村（南川上村+平田村（平床村+田原村） ※現江津市）
- 島根県美濃郡二川村（宇津川村+板井川村 ※2つの「川」、現益田市）
- 島根県美濃郡美都町（美濃郡+都茂村 ※現益田市）
- 岡山県御津郡（御野郡+津高郡 ※現岡山市北区・南区、久米郡美咲町、加賀郡吉備中央町）
- 岡山県御津郡石井村（上出石村+下出石村+巌井村 ※現岡山市北区）
- 岡山県御津郡大野村（大安寺村+野殿村+野田村 ※現岡山市北区）
- 岡山県御津郡野谷村（菅野村+栢谷村 ※現岡山市北区）
- 岡山県御津郡御津町（御野郡+津高郡 ※現岡山市北区）
- 岡山県御津郡福浜村（福富村+福島村+福成村+福田村+浜野村 ※現岡山市南区）
- 岡山県御津郡富津村（高富村+船津村 ※現加賀郡吉備中央町）
- 岡山県赤磐郡（赤坂郡+磐梨郡 ※現岡山市北区・東区、赤磐市、和気郡和気町）
- 岡山県赤磐郡山陽町（西山村+高陽村 ※現赤磐市）
- 岡山県和気郡福河村（福浦村+寒河村 ※現備前市、兵庫県赤穂市）
- 岡山県和気郡山田村（丸山村+南山方村+田土村+矢田村 ※現和気町）
- 岡山県邑久郡鶴山村（鶴海村+佐山村 ※現備前市）
- 岡山県邑久郡福田村（福元村+福中村+百田村+豆田村 ※現瀬戸内市）
- 岡山県上道郡津田村（君津村+升田村 ※現岡山市東区）
- 岡山県上道郡光政村（光津村+政津村 ※現岡山市東区）
- 岡山県児島郡灘崎町（灘村+彦崎村 ※現岡山市南区）
- 岡山県児島郡小田村（小川村+柳田村+稗田村 ※現倉敷市）
- 岡山県都宇郡江島村（帯江新田村[注釈 33]+早島新田村[注釈 34] ※現倉敷市）
- 岡山県都窪郡福田村（大福村+山田村 ※現岡山市南区）
- 岡山県都窪郡大高村（大市村+葦高村 ※現倉敷市）
- 岡山県浅口郡柏崎村（柏島村+勇崎村 ※現倉敷市）
- 岡山県小田郡今井村（今立村+園井村 ※現笠岡市）
- 岡山県小田郡大井村（西大戸+東大戸+小平井 ※現笠岡市）
- 岡山県小田郡新山村（新賀村+山口村 ※現笠岡市）
- 岡山県小田郡稲倉村（上稲木村+下稲木村+岩倉村 ※現井原市）
- 岡山県小田郡美星町（美山川+星田川 ※現井原市）
- 岡山県小田郡三谷村（東三成村+横谷村 ※現矢掛町）
- 岡山県吉備郡岩田村（山上村+石妻村+上高田村 ※山+石＝岩、現岡山市北区）
- 岡山県吉備郡新本村（新庄村+本庄村 ※現総社市）
- 岡山県吉備郡日美村（日羽村+美袋村 ※現総社市）
- 岡山県上房郡津川村（今津村+八川村 ※現高梁市）
- 岡山県川上郡松原村（松岡村+神原村 ※現高梁市）
- 岡山県川上郡大賀村（上大竹村+下大竹村+仁賀村 ※現高梁市）
- 岡山県阿哲郡（阿賀郡の一部+哲多郡 ※現新見市、真庭市）
- 岡山県阿哲郡神郷町（神代村+新郷村 ※現新見市）
- 岡山県阿哲郡矢神村（矢田村+上神代村 ※現新見市）
- 岡山県真庭郡富原村（富山村+井原村 ※現真庭市）
- 岡山県真庭郡瀬田河村（上市瀬村+下市瀬村+開田村+西河内村 ※現真庭市）
- 岡山県真庭郡上田村（上山村+田原山上村 ※現真庭市）
- 岡山県真庭郡津田村（船津村+上田村 ※現真庭市、久米郡美咲町）
- 岡山県真庭郡美川村（美原村+関川村 ※現真庭市）
- 岡山県真庭郡二川村（粟谷川+藤森川 ※2つの「川」、現真庭市）
- 岡山県真庭郡樫野村（樫東村+樫西村+余野上村+余野下村 ※現真庭市）
- 岡山県真庭郡徳田村（上徳山村+下徳山村+上福田村 ※現真庭市）
- 岡山県東南条郡籾保村（籾山村+紫保井村 ※現津山市）
- 広島県安佐郡（安北郡+佐東郡 ※現広島市東区・西区・安佐南区・安佐北区）
- 広島県安佐郡福木村（福田村+馬木村 ※現広島市東区）
- 広島県安佐郡戸山村（阿戸村+吉山村 ※現広島市安佐南区）
- 広島県安佐郡口田村（矢口村+小田村 ※現広島市安佐北区）
- 広島県安佐郡狩小川村（狩留家村+小河原村+上深川村 ※現広島市安佐北区）
- 広島県安佐郡中原村（中野村+中島村+上原村 ※現広島市安佐北区）
- 広島県安佐郡安佐町（安北郡+佐東郡 ※現広島市安佐北区）
- 広島県山県郡殿賀村（下殿河内村+下筒賀村 ※現安芸太田町）
- 広島県山県郡川迫村（川戸村+蔵迫村 ※現北広島町）
- 広島県山県郡都谷村（都志見村+戸谷村 ※現北広島町）
- 広島県山県郡吉坂村（吉木村+今吉田村+阿坂村 ※現北広島町）
- 広島県佐伯郡大柿町（大原村+大君村+柿浦村 ※現江田島市）
- 広島県佐伯郡古田村（古江村+山田村 ※現広島市西区）
- 広島県佐伯郡五海市村（五日市村+海老塩浜 ※現広島市佐伯区）
- 広島県佐伯郡砂谷村（白砂村+伏谷村 ※現広島市佐伯区）
- 広島県佐伯郡栗谷村（大栗林村+小栗林村+奥谷尻村+谷和村 ※現大竹市）
- 広島県佐伯郡友原村（友田村+河津原村+永原村）
- 広島県佐伯郡友和村（友原村+三和村 ※現廿日市市、大竹市）
- 広島県佐伯郡三高村（三吉村+高祖村 ※現江田島市）
- 広島県高田郡小田村（上小原村+下小原村+高田原村 ※現安芸高田市）
- 広島県高田郡甲田町（甲立町+小田村 ※現安芸高田市）
- 広島県高田郡生桑村（生田村+桑田村 ※現安芸高田市）
- 広島県高田郡来原村（来女木村+原田村 ※現安芸高田市）
- 広島県高田郡船佐村（船木村+佐々部村+羽佐竹村 ※現安芸高田市、三次市）
- 広島県高田郡有保村（有留村+保垣村 ※現安芸高田市、広島市安佐北区）
- 広島県高田郡志屋村（志路村+古屋村 ※現広島市安佐北区）
- 広島県高田郡秋越村（秋山村+小越村 ※現広島市安佐北区）
- 広島県賀茂郡荘野村（新庄村+西野村 ※庄→荘、現竹原市）
- 広島県賀茂郡郷曽村（吉郷村+小比曽大河内村 ※現東広島市）
- 広島県賀茂郡郷田村（郷曽村+田口村 ※現東広島市）
- 広島県賀茂郡寺西町（寺家村+西条東村 ※現東広島市）
- 広島県賀茂郡早田原村（風早村+大田村+小松原村 ※現東広島市）
- 広島県賀茂郡吉土実村（吉行村+土与丸村+助実村 ※現東広島市）
- 広島県豊田郡豊浜町（豊島村+大浜村 ※現呉市）
- 広島県豊田郡久友村（久比村+沖友村 ※現呉市）
- 広島県豊田郡賀永村（仁賀村+上三永村 ※旧賀茂郡、現竹原市、東広島市）
- 広島県御調郡羽和泉村（羽倉村+和草村+泉村 ※現三原市）
- 広島県御調郡深田村（深村+久山田村 ※現三原市、尾道市）
- 広島県御調郡今津野村（今田村+津蟹村+植野村+野間村 ※現尾道市）
- 広島県御調郡菅野村（菅村+仁野村 ※現尾道市）
- 広島県御調郡原田村（小原村+梶山田村 ※現尾道市）
- 広島県御調郡三浦村（外ノ浦+鏡ノ浦+椋ノ浦 ※3つの「浦」、現尾道市）
- 広島県御調郡諸田村（諸毛村+下山田村+大山田村 ※現府中市、尾道市）
- 広島県世羅郡上壱村（上野山村+壱歩村 ※現三次市）
- 広島県世羅郡上田村（上壱村+飯田村 ※現三次市、東広島市）
- 広島県世羅郡津名村（上津田村+下津田村+敷名村 ※現世羅町、三次市）
- 広島県世羅郡吉川村（黒川村+吉原村 ※現世羅町、東広島市）
- 広島県世羅郡三川村（芦田川+山田川+矢多田川 ※3つの「川」、現世羅町、府中市）
- 広島県沼隈郡金江村（金見村+藁江村 ※現福山市）
- 広島県深安郡（深津郡+安那郡 ※現福山市）
- 広島県深安郡大津野村（大門村+津之下村+野々浜村 ※現福山市）
- 広島県深安郡加法村（下加茂村+法成寺村 ※現福山市）
- 広島県深安郡竹尋村（上竹田村+下竹田村+八尋村 ※現福山市）
- 広島県深安郡深安町（深津郡+安那郡 ※現福山市）
- 広島県深安郡御野村（上御領村+下御領村+平野村 ※現福山市）
- 広島県深安郡湯田村（湯野村+箱田村+徳田村 ※現福山市）
- 広島県芦品郡（芦田郡+品治郡 ※現福山市、府中市、神石郡神石高原町）
- 広島県芦品郡有磨村（上有地村+下有地村+柞磨村 ※現福山市）
- 広島県芦品郡福相村（福田村+相方村 ※現福山市）
- 広島県芦品郡岩谷村（上山村+父石村+荒谷村 ※山+石＝岩、現府中市）
- 広島県芦品郡河佐村（河面村+久佐村 ※現府中市）
- 広島県芦品郡栗生村（栗柄村+土生村 ※現府中市）
- 広島県神石郡新坂村（新免村+三坂村 ※現神石高原町、庄原市）
- 広島県神石郡永渡村（永野村+相渡村 ※現神石高原町）
- 広島県甲奴郡総領町（田総村+領家村 ※現庄原市）
- 広島県双三郡（三次郡+三谿郡 ※2つの「三」、現三次市）
- 広島県双三郡神杉村（廻神村+高杉村 ※現三次市）
- 広島県双三郡川地村（上川立村+下川立村+上志和地村+下志和地村 ※現三次市）
- 広島県双三郡君田村（東入君村+西入君村+櫃田村 ※現三次市）
- 広島県双三郡酒河村（東酒屋村+西酒屋村+青河村 ※現三次市）
- 広島県双三郡和田村（和知村+向江田村 ※現三次市）
- 広島県比婆郡口和町（口北村+口南村 ※現庄原市）
- 広島県比婆郡田森村（粟田村+竹森村 ※現庄原市）
- 広島県比婆郡峰田村（峰村+春田村 ※現庄原市）
- 山口県大島郡油田村（油宇村+伊保田村 ※現周防大島町）
- 山口県大島郡森野村（森村+平野村 ※現周防大島町）
- 山口県大島郡日良居村（日前村+油良村+土居村 ※現周防大島町）
- 山口県大島郡蒲野村（東三蒲村+西三蒲村+椋野村 ※現周防大島町）
- 山口県玖珂郡師木野村（六呂師村+叶木村+柱野村 ※現岩国市）
- 山口県玖珂郡桑根村（南桑村+根笠村 ※現岩国市）
- 山口県玖珂郡深須村（深川村+須川村 ※現岩国市）
- 山口県玖珂郡秋中村（秋掛村+北中山村 ※現岩国市）
- 山口県玖珂郡賀見畑村（阿賀村+生見村+下畑村 ※現岩国市）
- 山口県玖珂郡川越村（三瀬川村+獺越村 ※現岩国市）
- 山口県玖珂郡河波村（小川村+波野村 ※川→河、現岩国市）
- 山口県都濃郡向道村（大向村+大道理村 ※現周南市）
- 山口県都濃郡須金村（須万村+金峰村 ※現周南市）
- 山口県佐波郡柚野村（柚木村+野谷村 ※現山口市）
- 山口県吉敷郡平川村（平井村+黒川村 ※現山口市）
- 山口県厚狭郡藤山村（藤曲村+中山村 ※現宇部市）
- 山口県厚狭郡高千帆町（東高泊村+西高泊村+高畑村+千崎村+有帆村 ※現山陽小野田市）
- 山口県厚狭郡生田村（埴生村+津布田村+福田村 ※現山陽小野田市）
- 山口県豊浦郡勝山村（勝谷村+形山村 ※現下関市）
- 山口県豊浦郡生野村（幡生村+椋野村 ※現下関市）
- 山口県豊浦郡神玉村（神田上村+矢玉浦 ※現下関市）
- 山口県美祢郡真長田村（真名村+長田村 ※現美祢市）
- 山口県大津郡菱海村（久富村+新別名村+河原村+伊上村 ※現長門市）
- 山口県大津郡宇津賀村（後畑村+津黄村+角山村 ※現長門市）
- 山口県阿武郡高俣村（高佐上村+高佐下村+片俣村 ※現萩市）
- 山口県阿武郡福川村（福井上村+福井下村+黒川村 ※現萩市）
- 山口県阿武郡田万崎村（上田万村+下田万村+江崎村） ※現萩市）
- 山口県阿武郡田万川町（田万崎村[注釈 35]+小川村 ※現萩市）
- 山口県阿武郡宇田郷村（宇田村+惣郷村 ※現阿武町）
- 山口県阿武郡福賀村（福田上村+福田下村+宇生賀村 ※現阿武町）
- 山口県阿武郡篠生村（篠目村+生雲東分村 ※現山口市）
- 山口県阿武郡旭村（明木村+佐々並村 ※現萩市）

#### 四国地方
- 徳島県名東郡斎津村（南斎田浦+津田浦 ※現徳島市）
- 徳島県名西郡阿野村（阿川村+広野村 ※現神山町）
- 徳島県那賀郡見能林村（見能方村+中林村 ※現阿南市）
- 徳島県那賀郡木沢村（坂州木頭川+沢谷川 ※現那賀町）
- 徳島県那賀郡日野谷村（日浦村+朴野村+蔭谷村 ※現那賀町）
- 徳島県海部郡赤河内村（赤松村+西河内村+北河内村+山河内村 ※現美波町）
- 徳島県海部郡由岐（東由岐浦+西由岐浦+西由岐村、現美波町）
- 徳島県海部郡木岐（木岐浦+木岐村、現美波町）
- 徳島県海部郡三岐田村（由岐+木岐+志和岐浦+田井村 ※3つの「岐」、現美波町）
- 徳島県海部郡鞆奥町（鞆浦+奥浦 ※現海陽町）
- 徳島県板野郡大津村（大代村+大幸村+木津野村 ※現鳴門市）
- 徳島県阿波郡市香村（市場町+香美村 ※現阿波市）
- 徳島県阿波郡久勝町（久千田村+勝命村 ※現阿波市）
- 徳島県阿波郡柿島村（柿原村+知恵島村 ※現阿波市、吉野川市）
- 徳島県麻植郡学島村（学村+児島村+三ツ島村 ※現吉野川市）
- 徳島県麻植郡桑川村（桑村+川島町 ※現吉野川市）
- 徳島県麻植郡西尾村（西麻植村+飯尾村 ※現吉野川市）
- 徳島県麻植郡森山村（森藤村+山路村 ※現吉野川市）
- 徳島県麻植郡山瀬町（山崎村+瀬詰村 ※現吉野川市）
- 徳島県麻植郡山川町（山瀬町+川田町 ※現吉野川市）
- 徳島県麻植郡中枝村（中村山村+別枝山村 ※現吉野川市、美馬市）
- 徳島県美馬郡江原町（曽江山村+拝原村 ※現美馬市）
- 徳島県美馬郡三島村（三谷村+小島村+舞中島村 ※現美馬市）
- 徳島県三好郡佐馬地村（佐野村+馬路村+白地村 ※現三好市）
- 徳島県三好郡三加茂町（三庄村+加茂町 ※現東みよし町）
- 香川県大川郡（大内郡+寒川郡 ※現さぬき市・東かがわ市）
- 香川県大川郡誉水村（誉田+水主 ※現東かがわ市）
- 香川県小豆郡二生村（二面村+室生村 ※現小豆島町）
- 香川県木田郡奥鹿村（奥山村+鹿庭村 ※現三木町）
- 香川県木田郡平井町（平木村+井上村 ※現三木町）
- 香川県木田郡坂ノ上村（坂元村+上田井村 ※現高松市）
- 香川県香川郡池西村（池内村+西庄村 ※現高松市）
- 香川県香川郡川岡村（川部村+岡本村 ※現高松市）
- 香川県綾歌郡長炭村（長尾村+炭所東村+炭所西村 ※現まんのう町）
- 香川県仲多度郡麻野村（大麻村+生野村 ※現善通寺市）
- 香川県三豊郡財田大野村（財田西村+大野村 ※現三豊市）
- 香川県三豊郡高室村（高屋村+室本村 ※現観音寺市）
- 愛媛県宇摩郡松柏村（村松村+上柏村+下柏村 ※現四国中央市）
- 愛媛県宇摩郡豊岡村（豊田村+岡銅村 ※現四国中央市）
- 愛媛県宇摩郡金田村（金川村+半田村 ※現四国中央市）
- 愛媛県宇摩郡満崎村（天満村+蕪崎村 ※現四国中央市）
- 愛媛県宇摩郡新立村（新宮村+新瀬川村+馬立村 ※現四国中央市）
- 愛媛県新居郡高津村（宇高村+沢津村 ※現新居浜市）
- 愛媛県新居郡神郷村（松神子村+郷村 ※現新居浜市）
- 愛媛県新居郡中萩町（中村+萩生村 ※現新居浜市）
- 愛媛県周桑郡（周敷郡+桑村郡 ※現西条市、東温市）
- 愛媛県周桑郡楠河村（楠村+河原津村 ※現西条市）
- 愛媛県周桑郡徳田村（徳能村+徳能出作村+古田村+田滝村 ※現西条市）
- 愛媛県越智郡大西町（大井村+小西村 ※現今治市）
- 愛媛県越智郡瀬戸崎村（瀬戸村+甘崎村 ※現今治市）
- 愛媛県越智郡盛口村（盛村+井口村 ※現今治市）
- 愛媛県温泉郡神和村（二神村+津和地村+元怒和村+上怒和村 ※現松山市）
- 愛媛県温泉郡睦野村（睦月村+野忽那村 ※現松山市）
- 愛媛県温泉郡三内村（井内村+則之内村+河之内村 ※3つの「内」 ※現東温市）
- 愛媛県温泉郡川内町（川上村+三内村 ※現東温市）
- 愛媛県上浮穴郡川瀬村（上畑野川村+下畑野川村+直瀬村 ※現久万高原町）
- 愛媛県上浮穴郡父二峰村（父野川村+二名村+露峯村 ※現久万高原町）
- 愛媛県上浮穴郡弘形村（日野浦村+中黒岩村+上黒岩村+大川村+有枝村の合成が変化 ※現久万高原町）
- 愛媛県上浮穴郡仕七川村（仕出村+七鳥村+東川村 ※現久万高原町）
- 愛媛県上浮穴郡柳谷村（柳井川村+西谷村 ※現久万高原町）
- 愛媛県上浮穴郡参川村（上川村+中川村+本川村 ※3つの「川」、現喜多郡内子町）
- 愛媛県上浮穴郡石山村（立石村+南山村 ※現喜多郡内子町）
- 愛媛県喜多郡平野村（平地村+野田村 ※現大洲市）
- 愛媛県喜多郡大川村（大成村+蔵川村 ※現大洲市）
- 愛媛県喜多郡五城村（五百木村+城廻村 ※現内子町）
- 愛媛県喜多郡立川村（立山村+川中村 ※現内子町）
- 愛媛県東宇和郡狩江村（狩浜浦+渡江浦 ※現西予市）
- 愛媛県東宇和郡遊子川村（遊子谷村+野井川村、現西予市）
- 愛媛県東宇和郡城川町（土居村+魚成村+高川村[注釈 36]+遊子川村 ※土+成＝城、現西予市）
- 愛媛県西宇和郡舌田村（舌間浦+合田浦 ※現八幡浜市）
- 愛媛県西宇和郡真穴村（真網代浦+穴井浦 ※現八幡浜市）
- 愛媛県西宇和郡川上村（川名津浦+上泊浦 ※現八幡浜市）
- 愛媛県西宇和郡磯津村（磯崎浦+喜木津浦 ※現八幡浜市）
- 愛媛県西宇和郡喜須来村（喜木村+須川村 ※現八幡浜市）
- 愛媛県西宇和郡町見村（九町浦+二見浦 ※現伊方町）
- 愛媛県西宇和郡神松名村（明神浦+松浦+名取浦 ※現伊方町）
- 愛媛県西宇和郡二木生村（二及浦+周木浦+垣生浦 ※西予市）
- 愛媛県北宇和郡高光村（高串村+光満村 ※現宇和島市）
- 愛媛県北宇和郡奥南村（奥浦+南君浦 ※現宇和島市）
- 愛媛県北宇和郡御槙村（御内村+槙川村 ※現宇和島市）
- 愛媛県北宇和郡高近村（高田村+近家浦 ※現宇和島市）
- 愛媛県北宇和郡吉野生村（吉野村+奥野川村+蕨生村 ※現松野町）
- 愛媛県北宇和郡好藤村（吉波村+成藤村 ※現鬼北町、宇和島市）
- 高知県香美郡徳王子村（徳善村+王子村 ※現香南市）
- 高知県香美郡吉川村（吉原村+古川村 ※現香南市）
- 高知県香美郡大楠植村（大法寺村+楠目村+植村 ※現香美市）
- 高知県長岡郡大篠村（大埇村+篠原村 ※現南国市）
- 高知県長岡郡香長村（香美郡+長岡郡 ※現南国市）
- 高知県長岡郡国比左村（国分村+比江村+左右山村 ※現南国市）
- 高知県土佐郡鴨田村（鴨部村+神田村 ※現高知市）
- 高知県吾川郡仁西村（仁ノ村+西畑村 ※現高知市）
- 高知県吾川郡三瀬村（柳ノ瀬村+楠ノ瀬村+勝賀瀬村 ※3つの「瀬」、現いの町）
- 高知県高岡郡北原村（北地村+甲原村 ※現土佐市）
- 高知県高岡郡新宇佐町（新居村+宇佐町 ※現土佐市）
- 高知県高岡郡吾桑村（吾井ノ郷村+桑田山村 ※現須崎市）
- 高知県高岡郡川内村（波川村+大内村 ※現吾川郡いの町）
- 高知県幡多郡山奈村（山田村+芳奈村 ※現宿毛市）
- 高知県幡多郡清松村（清水村+松尾村 ※現土佐清水市）
- 高知県幡多郡江川崎村（江川村+下山村（川崎村） ※現四万十市）
- 高知県幡多郡津大村（津野川村+津賀村+大宮村 ※現四万十市）
- 高知県幡多郡十和村（十川村+昭和村 ※現高岡郡四万十町）
- 高知県幡多郡白田川村（白浜村+伊田村+上川口村+有井川村 ※現黒潮町）

#### 九州・沖縄地方
- 福岡県筑紫郡豊平村（豊富村+金平村 ※現福岡市東区、博多区）
- 福岡県早良郡田隈村（田村+干隈村 ※現福岡市城南区、早良区、西区）
- 福岡県糟屋郡小野村（小山田村+薦野村 ※現古賀市）
- 福岡県宗像郡池野村（池田村+田野村 ※現宗像市）
- 福岡県宗像郡吉武村（吉留村+武丸村 ※現宗像市）
- 福岡県鞍手郡古月村（古門村+木月村+上木月村 ※現鞍手町）
- 福岡県嘉穂郡筑穂町（筑前国+嘉穂郡 ※現飯塚市）
- 福岡県嘉穂郡熊田村（熊畑村+上山田村+下山田村 ※現嘉麻市）
- 福岡県嘉穂郡宮野村（宮吉村+桑野村+小野谷村 ※現嘉麻市）
- 福岡県朝倉郡大福村（大庭村+福成村 ※現朝倉市）
- 福岡県朝倉郡三根村（三牟田村+三箇山村+三並村+曽根田村 ※現筑前町、飯塚市）
- 福岡県糸島郡桜野村（桜井村+野北村 ※現糸島市）
- 福岡県糸島郡長糸村（長飯本村[注釈 37]+怡土郡 ※現糸島市）
- 福岡県糸島郡福吉村（福井村+吉井村 ※現糸島市）
- 福岡県怡土郡長飯本村（長野村+飯原村+本村 ※現糸島市）
- 福岡県浮羽郡福富村（福益村+富永村 ※現うきは市）
- 福岡県浮羽郡山春村（山北村+三春村 ※現うきは市）
- 福岡県三潴郡久間田村（久々原村+間村+田脇村 ※現柳川市）
- 福岡県三潴郡大溝村（大角村+横溝村 ※現大木町）
- 福岡県八女郡北山村（北田村+山下町村 ※現八女市）
- 福岡県山門郡明野村（明官開+南野開 ※現柳川市）
- 福岡県山門郡両開村（東開村+西開村 ※2つの「開」、現柳川市）
- 福岡県山門郡大草村（大塚村+草場村 ※現みやま市）
- 福岡県山門郡大広園村（大木村+広安村+宮園村 ※現みやま市）
- 福岡県山門郡尾野村（中尾村+野町村 ※現みやま市）
- 福岡県山門郡竹飯村（竹井村+飯尾村 ※現みやま市）
- 福岡県山門郡竹海村（竹飯村[注釈 38]+海津村 ※現みやま市）
- 福岡県山門郡松田村（松延村+北広田村 ※現みやま市）
- 福岡県三池郡三川町（三里村+川尻村 ※現大牟田市）
- 福岡県三池郡岩田村（岩津村+田尻村 ※現みやま市）
- 福岡県三池郡亀谷村（亀尻村+谷川村 ※現みやま市）
- 福岡県三池郡田浦村（飯田村+浦村 ※現みやま市）
- 福岡県田川郡安真木村（安宅村+上真崎村+下真崎村+木城村 ※現川崎町）
- 福岡県田川郡猪国村（猪膝村+金国村）
- 福岡県田川郡猪位金村（猪国村+位登村 ※現田川市、嘉麻市）
- 福岡県田川郡今任原村（上今任村+下今任村+桑原村 ※現大任町）
- 福岡県田川郡市場村（市津村+草場村 ※現福智町）
- 福岡県田川郡神田村（神崎村+金田村 ※現福智町）
- 福岡県田川郡方城町（伊方村+弁城村 ※現福智町）
- 福岡県企救郡三萩野村（三郎丸村+萩崎村+片野村+片野新町村 ※現北九州市小倉北区）
- 福岡県企救郡砂津村（砂原村+中津口村 ※現北九州市小倉北区）
- 福岡県企救郡足原村（足立村+黒原村 ※現北九州市小倉北区）
- 福岡県企救郡中井村（中原村+井堀村 ※現北九州市小倉北区）
- 福岡県企救郡長行村（長尾村+能行村 ※現北九州市小倉南区）
- 福岡県企救郡辻三村（辻蔵村+三岳村 ※現北九州市小倉南区）
- 福岡県企救郡徳吉村（徳光村+吉兼村 ※現北九州市小倉南区）
- 福岡県企救郡槻田村（高槻村+荒生田村 ※現北九州市八幡東区）
- 福岡県京都郡今元村（今井村+元永村 ※現行橋市）
- 福岡県築上郡八津田村（東八田村+宇留津村+西八田村 ※現築上町）
- 佐賀県佐賀郡久保泉村（川久保村+上和泉村+下和泉村 ※現佐賀市）
- 佐賀県佐賀郡高木瀬村（高木村+東高木村+長瀬村 ※現佐賀市）
- 佐賀県佐賀郡松梅村（松瀬村+梅野村 ※現佐賀市）
- 佐賀県神埼郡三田川町（田手村+吉田村+豆田村+箱川村 ※3つの「田」、現吉野ヶ里町）
- 佐賀県東松浦郡浜玉町（浜崎町+玉島村 ※旧浜崎玉島町、現唐津市）
- 佐賀県西松浦郡二里村（大里村+中里村 ※2つの「里」、現伊万里市）
- 佐賀県西松浦郡大山村（大木村+山谷村 ※現有田町）
- 佐賀県杵島郡福治村（福田村+福吉村+廿治村 ※現白石町）
- 長崎県西彼杵郡亀岳村（亀浦村+下岳村 ※現西海市）
- 長崎県西彼杵郡瀬川村（横瀬村+川内村 ※現西海市）
- 長崎県北高来郡小栗村（小川村+栗面村 ※現諫早市）
- 長崎県北高来郡小長井町（小川原浦村+長里村+井崎村 ※現諫早市）
- 長崎県北高来郡真津山村（真崎村+貝津村+久山村 ※現諫早市）
- 長崎県北高来郡本野村（中本明村+大渡野村 ※現諫早市）
- 長崎県南高来郡愛野町（愛津村+野井村 ※現雲仙市）
- 長崎県南高来郡安中村（安徳村+中木場村 ※現島原市）
- 長崎県南高来郡大三東村（大野村+三之沢村+東空閑村 ※現島原市）
- 長崎県北松浦郡吉井町（吉田村+福井村 ※現佐世保市）
- 熊本県飽託郡（飽田郡+託麻郡 ※現熊本市、宇土市）
- 熊本県飽託郡中緑村（中牟田村+美登里村 ※美登里→緑、現熊本市南区）
- 熊本県飽託郡浜田村（浜口村+牟田口村 ※現熊本市南区）
- 熊本県飽託郡部田村（木部村+笛田村+西牟田村 ※現熊本市南区）
- 熊本県宇土郡岩古曽村（岩熊村+布古閑村+上古閑村+曽畑村 ※現宇土市）
- 熊本県宇土郡恵塚村（恵里村+下恵里村+飯塚村 ※現宇土市）
- 熊本県宇土郡神馬村（城神山村+馬場村 ※現宇土市）
- 熊本県宇土郡野鶴村（伊津野村+鶴見塚村 ※現宇土市）
- 熊本県宇土郡亀松村（亀尾村+西松崎村 ※現宇城市）
- 熊本県下益城郡今吉野村（今村+吉野村 ※現熊本市南区）
- 熊本県下益城郡坂野村（平野村+坂本村 ※現熊本市南区）
- 熊本県下益城郡千町村（千原村+蓍町村 ※現熊本市南区）
- 熊本県下益城郡富合町（守富村+杉合村 ※現熊本市南区）
- 熊本県下益城郡小野部田村（南小野村+中小野村+北小野村+北部田村+南部田村 ※現宇城市）
- 熊本県下益城郡豊川村（豊崎村+南豊崎村+砂川村+浅川村 ※現宇城市）
- 熊本県下益城郡豊野町（豊田郷村+小熊野郷村 ※現宇城市）
- 熊本県玉名郡平井村（平山村+上平山村+本井手村+上井手村+下井手村 ※現荒尾市）
- 熊本県玉名郡築山村（築地村+山田村 ※現玉名市）
- 熊本県玉名郡岱明町（小岱山+有明海 ※現玉名市）
- 熊本県玉名郡天水町（小天村+玉水村 ※現玉名市）
- 熊本県玉名郡腹栄村（腹赤村+六栄村 ※現長洲町）
- 熊本県玉名郡三加和町（緑村+神尾村+春富村の合成が変化 ※現和水町）
- 熊本県鹿本郡（山鹿郡+山本郡 ※現山鹿市、熊本市北区）
- 熊本県鹿本郡菊鹿町（菊池郡+鹿本郡（山鹿郡+山本郡） ※現山鹿市）
- 熊本県菊池郡旭志村（旭野村+北合志村 ※現菊池市）
- 熊本県菊池郡平真城村（平川村+真木村+古城村 ※現大津町）
- 熊本県菊池郡津田村（津久礼村+久保田村 ※現菊陽町）
- 熊本県阿蘇郡尾ヶ石村（狩尾村+跡ヶ瀬村+的石村 ※現阿蘇市）
- 熊本県阿蘇郡三野村（上三ヶ村+下三ヶ村+上野中村+下野中村 ※現阿蘇市）
- 熊本県阿蘇郡永水村（永草村+赤水村 ※現阿蘇市）
- 熊本県阿蘇郡草ヶ矢村（草ヶ部村+矢津田村 ※現高森町）
- 熊本県阿蘇郡長陽村（長野村+河陽村 ※現南阿蘇村）
- 熊本県阿蘇郡中松村（上中村+西中村+下中村+松木村 ※現南阿蘇村）
- 熊本県阿蘇郡塩原村（斗塩村+黒原村 ※現上益城郡山都町）
- 熊本県阿蘇郡須原村（高須村+西原村 ※現上益城郡山都町）
- 熊本県阿蘇郡八木村（八矢村+神木村 ※現上益城郡山都町）
- 熊本県阿蘇郡米迫村（米山村+大迫村 ※現上益城郡山都町）
- 熊本県上益城郡秋津村（秋田村+沼山津村 ※現熊本市東区）
- 熊本県上益城郡高木村（高山村+高野村+下高野村+甘木村 ※現御船町）
- 熊本県上益城郡滝水村（滝尾村+水越村 ※現御船町）
- 熊本県上益城郡大島村（大川村+上島村 ※現嘉島町）
- 熊本県上益城郡島田村（櫛島村+東無田村 ※現益城町）
- 熊本県上益城郡寺迫村（下寺中村+迫村 ※現益城町）
- 熊本県上益城郡広安村（広崎村+安永村 ※現益城町）
- 熊本県上益城郡福田村（福原村+平田村 ※現益城町）
- 熊本県上益城郡麻山村（麻生村+山出村 ※現山都町）
- 熊本県上益城郡大平村（大川村+平野村 ※現山都町）
- 熊本県上益城郡上寺村（上司尾村+寺川口村 ※現山都町）
- 熊本県上益城郡杉木村（杉村+梅木村 ※現山都町）
- 熊本県上益城郡鶴ヶ田村（鶴底村+牛ヶ瀬村+仁田尾村 ※現山都町）
- 熊本県上益城郡名連川村（下名連石村+黒川村 ※現山都町）
- 熊本県八代郡吉野村（吉本町+大野村 ※現氷川町）
- 熊本県球磨郡中原村（中神村+原田村 ※現人吉市）
- 熊本県球磨郡西瀬村（西浦村+薩摩瀬村 ※現人吉市）
- 熊本県球磨郡岡原村（岡本村+宮原村 ※現あさぎり町）
- 熊本県天草郡今津村（今泉村+合津村 ※現上天草市）
- 熊本県天草郡教良木河内村（教良木村+内野河内村 ※現上天草市）
- 熊本県天草郡姫戸町（姫浦村+二間戸村 ※現上天草市）
- 熊本県天草郡亀場村（亀川村+食場村 ※現天草市）
- 熊本県天草郡河馬田村（河内村+馬場村+打田村 ※現天草市）
- 熊本県天草郡下田村（下津深江村+小田床村 ※現天草市）
- 熊本県天草郡手野村（井手村+下内野村 ※現天草市）
- 熊本県天草郡城河原村（城木場村+荒河内村+上野原村 ※現天草市）
- 熊本県天草郡二浦村（亀浦村+早浦村 ※2つの「浦」、現天草市）
- 熊本県天草郡富津村（今富村+崎津村 ※現天草市）
- 大分県東国東郡奈狩江村（奈多村+狩宿村+守江村 ※現杵築市）
- 大分県大分郡湯布院町（湯平村+由布院町 ※現由布市）
- 大分県北海部郡日代村（日見浦+網代浦 ※現津久見市）
- 大分県北海部郡四保戸村（四浦+保戸島 ※現津久見市）
- 大分県南海部郡鶴岡村（鶴望村+上岡村 ※現佐伯市）
- 大分県南海部郡川原木村（横川村+仁田原村+赤木村 ※現佐伯市）
- 大分県南海部郡直川村（直見村+川原木村 ※現佐伯市）
- 大分県直入郡久住都町（久住町+都野村 ※現竹田市）
- 大分県日田郡大鶴村（大肥村+鶴河内村 ※現日田市）
- 大分県日田郡三花村（三和村+花月村 ※現日田市）
- 大分県宇佐郡駅川町（駅館村+豊川村 ※現宇佐市）
- 宮崎県北諸県郡五十市村（五十町村+横市村 ※現都城市）
- 宮崎県東臼杵郡富島町（富高町+細島町 ※現日向市）
- 宮崎県東臼杵郡岩脇村（幸脇村+平岩村 ※現日向市）
- 鹿児島県鹿児島郡中郡宇村（中村+郡元村+宇宿村 ※現鹿児島市）
- 鹿児島県鹿児島郡西武田村（西ノ別府村+武村+田上村 ※現鹿児島市）
- 鹿児島県日置郡日吉町（日置村+吉利村 ※現日置市）
- 鹿児島県出水郡三笠町（三日月山+笠山 ※現阿久根市、出水市）

### 自然地名・通称として使われている合成地名
- 北海道石北峠（石狩国+北見国）
- 北海道常紋峠（常呂郡+紋別郡）
- 北海道塩狩峠（天塩国+石狩国）
- 北海道狩勝峠（石狩国+十勝国）
- 北海道日勝峠（日高国+十勝国）
- 北海道根釧台地 （根室国+釧路国）
- 日胆（日高国+胆振国）
- 三陸（陸奥国・陸前国・陸中国。特に岩手県沿岸部に対する使用頻度が多い）
- 青森県三八地域（三戸郡+八戸市）
- 青森県三八上北（三戸郡+三沢市+八戸市・上北郡）
- 青森県東青地域（東青津軽）（東津軽郡+青森市）
- 青森県中弘南黒地域（中津軽郡+弘前市+南津軽郡+黒石市）
- 青森県西北五地域（北五津軽）（西津軽郡+北津軽郡+五所川原市）
- 岩手県胆江地域（胆沢郡+旧・江刺郡）
- 岩手県花北地域（花巻市+北上市）
- 岩手県両磐地域（東磐井郡+西磐井郡）
- 宮城県仙塩地区（仙台市+塩竈市）
- 宮城県名亘地区（旧名取郡+亘理郡）
- 仙岩峠（秋田県仙北郡+岩手県岩手郡）

※仙北郡は現存するが、峠の周辺は仙北市に移行
- 福島県相双地域（相馬郡+双葉郡）
- 両沼（福島県大沼郡+河沼郡）
- 信達地方（信夫郡+伊達郡）
- 奥羽山脈（陸奥国+出羽国）
- 常磐（常陸国+磐城国）
- 両毛（下野（下毛野）国南西部+上野（上毛野）国南東部[注釈 39]）
- 栃木県安足地域（旧足利郡+旧安蘇郡）
- 上武（上野国+武蔵国）
- 常総（常陸国+下総国）
- 房総半島（上総国+安房国）
- 両総（上総国+下総国）
- 総武（下総国+武蔵国）
- 京葉・東葉（東京+千葉）
- 京王・東八（東京+八王子）
- 京浜・東横（東京+横浜）
- 京浜葉（東京+横浜+千葉）
- 武相・相武（武蔵国+相模国）
- 茨城県鹿行地域（旧鹿島郡+旧行方郡）
- 千葉県海匝地域（旧・海上郡+旧・匝瑳郡）
- 千葉県香取海匝地域（上記に香取市域もしくは旧・香取郡を含めての連称地名）
- 埼玉県埼葛地域（南埼玉郡+北葛飾郡）
- 東京都千代田区大丸有地区（大手町+丸の内+有楽町）
- 東京都江東区・江戸川区亀大小地区（亀戸+大島+小松川）
- 東京都（台東区および文京区）谷根千地区（谷中+根津+千駄木）
- 東京都練馬区石泉地区（石神井+大泉）
- 東京都三多摩地域（西多摩郡+南多摩郡+北多摩郡 ※3つの「多摩」。）

旧多摩郡全体から現在23区に含まれている旧東多摩郡を除いた地域。
- 神奈川県逗葉地域（逗子市+葉山町）
- 神奈川県横三地区（横須賀市＋三浦市）
- 甲信越地方（甲斐国+信濃国+越後国）
- 上信越（上野国+信濃国+越後国）
- 北信越地方（北陸+信濃国+越後国）
- 北越（北陸+越後国）
- 信越（信濃国+越後国）
- 甲信（甲斐国+信濃国）
- 甲武信ヶ岳（甲斐国+武蔵国+信濃国）
- 新潟県三古地域（三島郡+旧古志郡）
- 長野県長水地域（長野市+上水内・下水内郡[注釈 40]）
- 長野県上小地域（上田市+小県郡、上田市は大半が旧小県郡に属していたため）
- 長野県大北地域（大町市+北安曇郡）
- 長野県飯伊地域（飯田市+下伊那郡）
- 長野県松塩地区（松本市+塩尻市）
- 長野県松筑地区（松本市+東筑摩郡）
- 加越（加賀国+越中国あるいは加賀国+越前国）
- 静清（旧静岡市+旧清水市）
- 駿豆（駿河国+伊豆国）
- 駿遠（駿河国+遠江国）
- 三遠（三河国+遠江国）
- 三遠南信（（東）三河+遠江国+南信州）
- 尾三（尾張国+三河国）
- 濃尾平野（美濃国+尾張国）
- 濃飛（美濃国+飛騨国）
- 岐阜県可茂地域（可児+（美濃）加茂）
- 名豊（名古屋+豊橋）
- 名岐（名古屋+岐阜）
- 名四（名古屋+四日市）
- 三重県桑員地域（桑名市+桑名郡+員弁郡）
- 三重県三泗地域（三重郡+四日市市 ※四→泗）
- 三重県鈴亀地域（鈴鹿市+鈴鹿郡+亀山市）
- 三重県飯多地域（飯高+多気）
- 名阪（名古屋+大阪）
- 滋賀県愛犬地区（愛知郡+犬上郡）
- 京滋（京都+滋賀）
- 京滋奈（京都+滋賀+奈良）
- 京阪（京都+大阪）
- 京阪神（京都+大阪+神戸）
- 京阪奈（京都+大阪+奈良）
- 阪神（大阪+神戸）
- 阪奈（大阪+奈良）
- 阪和（大阪+和歌山）
- 神明（神戸+明石）
- 明舞（明石+舞子）
- 神姫（神戸+姫路）
- 紀和（紀伊国+大和国）
- 紀淡海峡（紀伊国+淡路国）
- 摂河泉（摂津国+河内国+和泉国）
- 京都府福天加地域（福知山市+天田郡+加佐郡）
- 三たん・三丹（丹波国+丹後国+但馬国 ※3つの「たん（丹、但）」）
- 両丹（丹波国+丹後国）
- 但丹・丹但（但馬国+丹波国[注釈 41]）
- 丹有（丹波国[注釈 42]+旧有馬郡（特に三田市））
- 播但（播磨国・但馬国）
- 鳥取県西伯郡大山町香取地域（香川県+鳥取県）

※香川県綾歌郡栗熊村（現丸亀市）からこの地に集団入植が行われたため
- 因伯（因幡国+伯耆国）
- 雲伯（出雲国+伯耆国）
- 石見三田（石見国+浜田市+益田市+大田市 ※3つの「田」）
- 岡山県井笠地域（井原市+笠岡市）
- 岡山県阿新地域（阿哲郡+新見市）
- 岡山県勝英地域（勝田郡+英田郡）
- 備讃（備前国+備中国+讃岐国）
- 広島県尾三地域（尾道市+三原市）
- 芸予（安芸国+伊予国）
- 防予（周防国+伊予国）
- 防長（周防国+長門国）
- 関門海峡（下関+門司）
- 阿讃山脈（阿波国+讃岐国） ※讃岐山脈の別名
- 那賀勝浦地域（那賀郡那賀町+勝浦郡、主に気象庁の地域予報区分で用いる）
- 阿佐（阿波国+土佐国）

主に徳島県海陽町（旧海南・宍喰両町）・高知県東洋町について指す。広義的には海部郡から室戸市まで、海陽町・那賀郡（那賀町）・高知県東部の各市町村を指すなどの説がある）
- 高知県高吾地域（高岡郡+吾川郡）

佐川町を中心にする地域。
- 高知県高幡地域（高岡郡+幡多郡）

須崎市から四万十町にかけての高岡郡西部。
- 福北（福岡+北九州）
- 福博（福岡+博多）
- 筑豊（筑前国+豊前国）
- 北大（北九州+大分）
- 福岡県嘉飯山地域（嘉穂郡+飯塚市+山田市）
- 福岡県直鞍地域（直方市+鞍手郡）
- 福岡県京築地域（京都郡+築上郡）
- 福岡県豊築地域（豊前市+築上郡）
- 福岡県両筑地域（筑前+筑後、特に朝倉市・東峰村・久留米市田主丸地区・うきは市のことを表す。 ※筑後川を挟んだ前後両方の「筑」）
- 福岡県北九州市小倉南区両谷地区（旧西谷村+旧中谷村 ※2つの「谷」）
- 福岡県北九州市小倉南区三谷地区（旧西谷村+旧中谷村+旧東谷村 ※3つの「谷」）
- 筑肥（筑前国+肥前国、筑後国+肥前国、又は筑後国+肥後国）
- 佐賀県杵藤地域（杵島郡+藤津郡）
- 佐賀県唐松地域（唐津市+東松浦郡）
- 大分県佐伯南郡地域（佐伯市+旧南海部郡）
- 大分県別杵速見地域（別府市+杵築市+速見郡）
- 大分県臼津関地域（臼杵市+津久見市+旧佐賀関町）
- 大分県宇佐両院地域（宇佐市+旧安心院町+旧院内町 ※2つの「院」）
- 大分県別大地域（別府市+大分市、主に旧市域周辺に対して用いる）
- 豊予（豊後国+伊予国）
- 日豊（日向国+豊後国）
- 宮崎県都北地域（都城市+北諸県郡）
- 宮崎県延岡三北地域（延岡市+北方町+北川町+北浦町 ※3つの「北」）
- 肥薩（肥後国+薩摩国）
- 鹿児島県川薩地域（旧川内市+薩摩郡）

## 連称による合成地名

### 郡名及び市町村名に使用されている連称地名
- 秋田県由利本荘市（由利郡+本荘市）
- 栃木県那須塩原市（那須郡+塩原町）
- 群馬県吾妻郡東吾妻町（東村+吾妻町）
- 千葉県大網白里市（大網町+白里町）
- 千葉県山武郡横芝光町（横芝町+光町）
- 福井県三方上中郡（三方町+上中町）
- 大阪府南河内郡千早赤阪村（千早村+赤阪村）
- 和歌山県東牟婁郡那智勝浦町（那智町+勝浦町）
- 山口県山陽小野田市（山陽町+小野田市）
- 香川県綾歌郡（阿野郡+鵜足郡 ※阿野→綾、鵜足→歌）
- 香川県仲多度郡（那珂郡+多度郡 ※那珂→仲）
- 福岡県糸島市（怡土郡+志摩郡 ※怡土→糸、志摩→島）
- 鹿児島県いちき串木野市（市来町+串木野市）

### かつて郡名及び市町村名として使用されていた連称地名
- 青森県大湊田名部市（大湊町+田名部町 ※現むつ市）
- 秋田県河辺郡岩見三内村（岩見村+三内村 ※現秋田市）
- 秋田県雄勝郡稲庭川連町（稲庭町+川連町 ※現湯沢市）
- 山形県南村山郡柏倉門伝村（柏倉村+門伝村 ※現山形市）
- 福島県耶麻郡熱塩加納村（熱塩村+加納村 ※現喜多方市）
- 福島県東白川郡塙笹原町（塙町+笹原村 ※現塙町）
- 茨城県猿島郡逆井山村（逆井村+山村 ※現坂東市）
- 栃木県下都賀郡桑絹町（桑村+絹村 ※現小山市）
- 千葉県千葉郡生実浜野村（生実+浜野 ※現千葉市緑区・中央区）
- 千葉県市原郡五所金杉村（五所村+金杉浜新田 ※現市原市）
- 千葉県香取郡神崎米沢町（神崎町+米沢村 ※現神崎町）
- 千葉県安房郡館山北条町（館山町+北条町 ※現館山市）
- 千葉県安房郡天津小湊町（天津町+小湊町 ※現鴨川市）
- 神奈川県鎌倉郡腰越津村（腰越村+津村 ※現鎌倉市）
- 新潟県南魚沼郡中目来田村（中村+目来田村 ※現南魚沼市）
- 長野県南佐久郡田口青沼村（田口村+青沼村 ※現佐久市、佐久穂町）
- 長野県更級郡稲荷山桑原町（稲荷山町+桑原村 ※現千曲市）
- 長野県埴科郡埴科屋代町（埴科郡+屋代町 ※現千曲市）
- 岐阜県土岐郡瑞浪土岐町（瑞浪町+土岐町 ※現瑞浪市）
- 三重県宇治山田市（宇治+山田 ※現伊勢市）
- 三重県度会郡宿田曽村（宿浦+田曽浦 ※現南伊勢町）
- 三重県南牟婁郡市木尾呂志村（市木村+尾呂志村 ※現御浜町）
- 滋賀県坂田郡朝妻筑摩村（朝妻村+筑摩村 ※現米原市）
- 滋賀県高島郡生杉庄屋村（生杉村+庄屋村 ※現高島市）
- 滋賀県高島郡中牧小林村（中牧村+小林村 ※現高島市）
- 滋賀県高島郡宮前坊村（宮前村+坊村 ※現高島市）
- 京都府葛野郡常盤谷村（常盤村+谷村 ※現京都市右京区）
- 大阪府南河内郡藤井寺道明寺町（藤井寺町+道明寺町 ※現藤井寺市）
- 大阪府泉南郡沼野村（沼村+野村 ※現岸和田市）
- 和歌山県海草郡長谷毛原村（長谷宮村+毛原宮村+毛原上村+毛原中村+毛原下村 ※現紀美野町）
- 鳥取県東伯郡東郷松崎町（東郷村+松崎村 ※現湯梨浜町）
- 岡山県浅口郡大江連島村（大江村+連島村 ※現倉敷市）
- 広島県安芸郡熊野跡村（熊野+阿戸 ※阿戸→跡、旧賀茂郡、現広島市安芸区）
- 広島県安佐郡安古市町（安村+古市町 ※現広島市安佐南区）
- 広島県佐伯郡岡大王村（岡+大王 ※現江田島市）
- 広島県賀茂郡内海跡村（内海+阿戸（※現安登） ※阿戸→跡、現呉市）
- 広島県芦品郡常金丸村（常+金丸 ※現福山市）
- 山口県大島郡家室西方村（地家室村+沖家室村+西方村 ※現周防大島町）
- 山口県大島郡小松志佐村（小松村+小松開作村+志佐村+笠佐島 ※現周防大島町）
- 山口県吉敷郡矢原朝田村（矢原村+朝田村 ※現山口市）
- 山口県大津郡仙崎通村（仙崎村+通村 ※現長門市）
- 香川県綾歌郡綾歌町（阿野郡+鵜足郡 ※阿野→綾、鵜足→歌 ※現丸亀市）
- 愛媛県南宇和郡緑僧都村（緑村+僧都村 ※現愛南町）
- 福岡県糸島郡（怡土郡+志摩郡 ※怡土→糸、志摩→島 ※現糸島市）
- 佐賀県東松浦郡浜崎玉島町（浜崎町+玉島村 ※現唐津市）
- 熊本県飽託郡小山戸島村（小山村+戸島村 ※現熊本市東区）
- 熊本県飽託郡河内芳野村（河内村+芳野村 ※現熊本市西区）
- 大分県北海部郡佐賀市村（佐賀村+市村 ※現大分市）
- 鹿児島県姶良郡隼人日当山町（隼人町+日当山町 ※現霧島市）

### その他の連称地名
- 埼玉県川口市鳩ヶ谷本町（鳩ヶ谷市+本町 ※旧・鳩ヶ谷市本町。川口市編入時に本町（現・本町）が存在したため。）
- 埼玉県川口市鳩ヶ谷緑町（鳩ヶ谷市+緑町 ※旧・鳩ヶ谷市緑町。川口市編入時に緑町（現・緑町）が存在したため。）
- 埼玉県川口市南鳩ヶ谷（南+鳩ヶ谷市 ※旧・鳩ヶ谷市南。川口市編入時に南町（現・南町）が存在したため。）
- 埼玉県ふじみ野市大井中央（大井町+中央 ※旧・入間郡大井町中央。ふじみ野市成立時に上福岡市中央（現・福岡中央）が存在したため。）
- 埼玉県ふじみ野市大井武蔵野（大井町+武蔵野 ※旧・入間郡大井町武蔵野。ふじみ野市成立時に上福岡市武蔵野（現・福岡武蔵野）が存在したため。）
- 滋賀県高島市朽木宮前坊（宮前+坊）
- 滋賀県米原市朝妻筑摩（朝妻+筑摩）
- 鳥取県八頭郡八頭町郡家殿（郡家町+殿 ※旧・郡家町殿。八頭町成立時に船岡町殿（現・船岡殿）が存在したため。）
- 鳥取県八頭郡八頭町隼郡家（隼村+郡家 ※旧・船岡町郡家。八頭町成立時に郡家町郡家（現・郡家）が存在したため。）
- 鳥取県八頭郡八頭町船岡殿（船岡町+殿 ※旧・船岡町殿。八頭町成立時に郡家町殿（現・郡家殿）が存在したため。）
- 鳥取県東伯郡北栄町北条島（北条町+島 ※旧・北条町島。北栄町成立時に大栄町島（現・大島）が存在したため。）
- 鳥取県西伯郡伯耆町福岡原（福岡+原 ※旧・岸本町福岡。伯耆町成立時に日野郡溝口町福岡（現・福岡）が存在したため。）
- 島根県安来市伯太町須山福冨（須山+福冨）
- 島根県安来市伯太町高江寸次（高江+寸次）
- 岡山県岡山市北区高松田中（高松町+田中 ※旧・吉備郡高松町田中。岡山市編入時に田中（現・北区田中）が存在したため。）
- 岡山県岡山市中区原尾島（原+尾島）
- 岡山県岡山市東区古都宿（古都村+宿 ※旧・西大寺市宿。岡山市編入時に宿（現・北区宿）が存在したため西大寺宿に改称、その後古都宿に改称。）
- 岡山県岡山市東区古都南方（古都村+南方 ※旧・西大寺市南方。岡山市編入時に南方（現・北区南方）が存在したため西大寺南方に改称、その後古都南方に改称。）
- 岡山県岡山市東区上道北方（上道町+北方 ※旧・上道郡上道町北方。岡山市編入時に北方（現・北区北方）が存在したため。）
- 岡山県真庭市落合垂水（落合町+垂水 ※旧・真庭郡落合町垂水）
- 岡山県真庭市釘貫小川（釘貫+小川）
- 岡山県真庭市都喜足（都喜+足）
- 岡山県美作市英田青野（英田町+青野 ※旧・英田郡英田町青野。美作市成立時に東粟倉村青野（現・東青野）が存在したため。）
- 岡山県美作市江見吉田（江見町+吉田 ※旧・英田郡作東町吉田。美作市成立時に東粟倉村吉田（現・東吉田）が存在したため。）
- 広島県江田島市沖美町岡大王（岡+大王）
- 山口県光市岩田立野（岩田+立野 ※旧・熊毛郡大和町立野。光市（第3次）成立時に立野が存在したため。）
- 山口県周南市徳山港町（徳山市+港町 ※旧・徳山市港町。周南市成立時に新南陽市港町（現・港町）が存在したため。）
- 福岡県福岡市早良区四箇田団地（四箇+田）

### 自然地名・通称として使われている連称地名
- 東京都世田谷区二子玉川地区（神奈川県川崎市高津区二子+世田谷区玉川／もしくは二子多摩川・二子橋の「二子」+玉川）